# Trirreme
El o la trirreme  (en griego τριήρης/triếrês en singular, τριήρεις/triếrêis en plural) era una nave de guerra inventada hacia el siglo VII a. C. Desarrollado a partir del pentecóntero, era más corto que su predecesor, un barco con una vela, que contaba con tres bancos de remeros superpuestos a distinto nivel en cada flanco, de ahí su nombre.
Los trirremes aparecieron en Jonia y se convirtieron en el buque de guerra dominante en el mar Mediterráneo desde finales del siglo VI a. C. hasta el siglo IV a. C. A partir de estas fechas fue desplazado por el quinquerreme, hasta que tras el dominio del Mediterráneo por Roma de nuevo fue utilizado debido a su efectividad por el Imperio romano hasta el siglo IV.
A pesar de las dificultades iniciales en la arquitectura del trirreme, esencialmente sus dimensiones, ángulo de inclinación y recorrido de los remos a los que se sumaba el entrenamiento de las tripulaciones para conseguir una boga organizada, la concentración de esfuerzos permitía un mejor gobierno del buque y el aumento de la potencia en tramos de boga cortos durante el combate para emplear el espolón de proa.
La primera y más famosa batalla naval de la Antigüedad en que los trirremes se utilizaron fue la de Salamina, en el 480 a. C., que enfrentó a la flota griega, principalmente la de Atenas, a la armada persa, numéricamente muy superior.

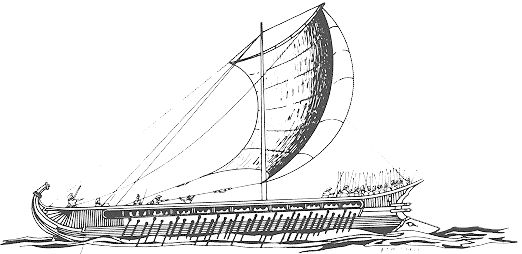
Un trirreme griego.

## Introducción

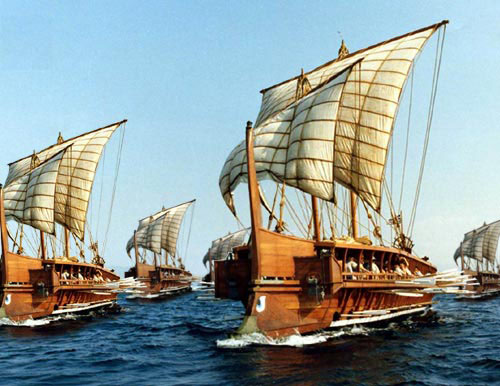
Reconstrucción de trirremes griegos.

Cuando los ingenieros navales quisieron incrementar la potencia y la rapidez del barco provisto de un único banco de remeros, idearon repartirlos en dos, los del nivel inferior remarían a través de aberturas laterales en la carena, los del nivel superior por encima de la regala. Para añadir un tercer nivel de bancos faltaba sitio dentro del casco, y aumentando sus dimensiones se obtendría un barco mucho más profundo, mucho más pesado y mucho más lento, por lo que perdería las ventajas esperadas del tercer nivel de remeros. Entre 550 y 525 a. C. se encontró la solución: se añadió una plataforma exterior (parexeiresía: «dispositivo auxiliar para los remos»), proyectada lateralmente más allá de la obra muerta. Se conseguía así sitio para un tercer banco de remeros sin modificar profundamente la línea general del casco.
La construcción y mantenimiento de las fuerzas navales en la Atenas clásica, con el objetivo de conservar la supremacía naval y de ese modo obtener el control de la navegación en el mar Egeo, implicó la creación de un enorme mecanismo financiero y logístico. Gran parte de la vida económica y social en Atenas estaba dirigida al mantenimiento de la escuadra, que en su momento de apogeo llegó a totalizar unas trescientas naves.
El trirreme apareció en un contexto en el que poco a poco la táctica del combate naval había evolucionado lentamente, pasando de la lucha al abordaje al uso del espolón. Este cambio es significativo en el momento en que, para combatir con el espolón, el factor clave no es el adiestramiento de los hoplitas para el combate cuerpo a cuerpo, sino la habilidad de maniobrar y la velocidad para buscar una posición favorable en la manera de embestir e inutilizar las naves enemigas. El arma por excelencia de los trirremes en la Grecia clásica era, pues, el espolón o émbolos, y aquella marina que más y mejor perfeccionó el adiestramiento de los tripulantes y las características de las naves fue la que obtuvo el dominio del mar.

## Discusión sobre los orígenes

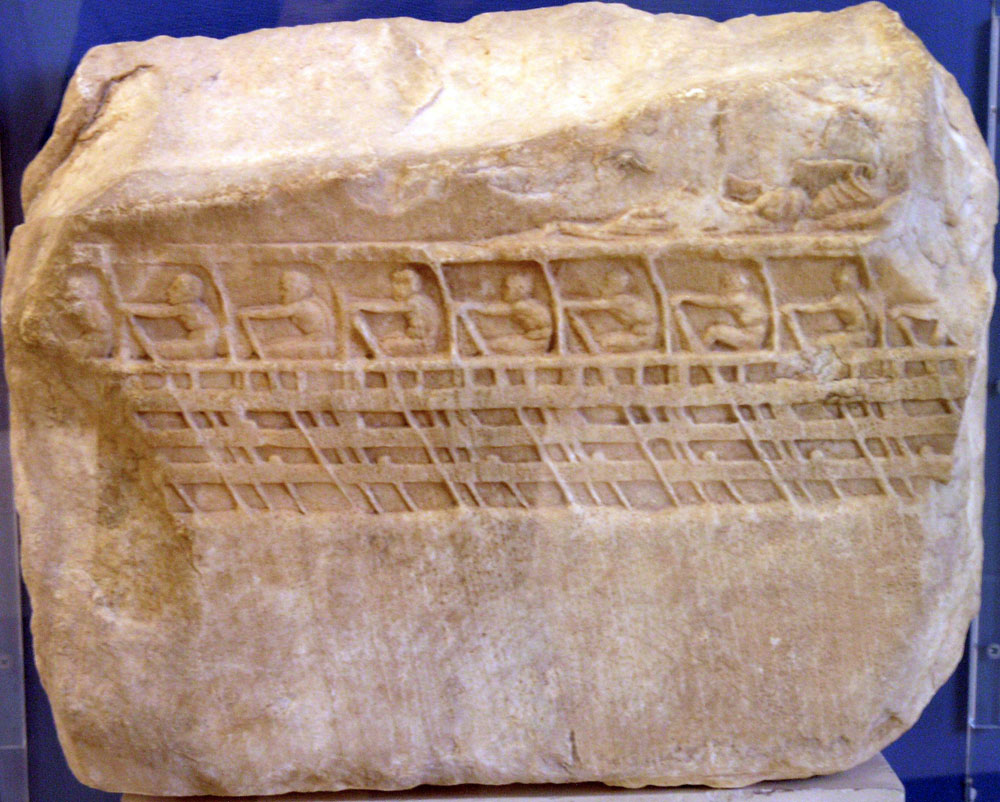
Fragmento de un bajorrelieve que representa un trirreme ateniense con 9 remeros. (Bajorrelieve Lenormant).

Es probable que los primeros buques de guerra de tres niveles se originaran en Fenicia: en un fragmento de un relieve del siglo siglo VIII a. C. hallado en Nínive, la capital asiria, y que representa las flotas de Tiro y Sidón, se han identificado buques cuya interpretación es que representan a barcos de guerra de dos y tres niveles, equipados con espolones. Asimismo el erudito del siglo II, Clemente de Alejandría, basándose en trabajos anteriores, de manera explícita atribuye la invención del trirreme (trikrotos naus, «barco de tres niveles») a los sidonios.
Plinio el Viejo y Diodoro Sículo escriben que el trirreme fue «inventado» en Corinto. Tucídides dice que los corintios, en el siglo VII a. C. fueron los primeros en ocuparse de las construcciones navales con técnicas muy semejantes a las del siglo V a. C. época en que escribió el historiador ateniense. Según él, el armador corintio Aminocles habría inventado el trirreme, construyendo hacia el año 704 a. C., cuatro para los samios. El historiador español Juan José Torres Esbarranch coincide en esta fecha en su traducción de este pasaje de la Historia de la guerra del Peloponeso, en el que Tucídides añade que la invención fue «trescientos años antes del final de nuestra guerra». Se inclina por este año, considerando que el historiador ateniense se refiere a la guerra del Peloponeso en su totalidad (hasta el 404 a. C.) y no al final de la guerra arquidámica (421 a. C.)
La fecha de 704 a. C., siendo considerada excesivamente alta, se ha discutido por investigadores modernos de la marina en la Antigüedad, que sostienen una fecha próxima a la de Tucídides, pero rebajándola unos 50 años. Su hipótesis es que en el siglo VII a. C. se debió dar el paso del birreme al trirreme, cuyo uso se propagó lentamente aproximadamente a partir del 650 a. C. Otros autores tienen sus reservas al respecto.
Según J. Taillardat esta fecha del 704 a. C. no está fundada más que en el testimonio de Tucídides, quien en este mismo pasaje objeta las informaciones vagas que tiene de la tradición a propósito de los orígenes del trirreme. Tucídides dice saber de buena fuente, que la primera batalla naval conocida, disputada entre los corcireos y los corintios, se produjo unos doscientos años antes de la fecha indicada por Tucídides, es decir hacia el año 664 a. C., calculada a partir del 404 a. C. La fragilidad de este testimonio fue estudiada por J. A. Davison en 1947, quien llegó a las siguientes conclusiones: en las flotas griegas, el trirreme apareció por primera vez en Jonia, hacia mediados del siglo VI a. C., como pronto. Fue Hiponacte el primer autor griego que menciona al trirreme, y Polícrates de Samos el primer gobernante en adoptar el trirreme. Al comienzo de su tiranía disponía de 100 pentecónteros y en torno a 526-525 a. C. —siete años después— el grueso de su flota estaba constituido por trirremes. Los críticos consideran que la mención de trirremes cuando Heródoto ha aludido a pentecónteros al hablar del potencial naval de Polícrates es un error, pues en los pasajes III.41.2 y III.124.2, siempre se alude a pentecónteros, no a trirremes. En el mismo sentido, cf. Tucídides op. cit. I.14. Herman T. Wallinga va más allá al decir que Heródoto utiliza la palabra griega τριήρης (triere) como término genérico para «nave destinada a la navegación marítima» (‘sea-going vessel’, en el original). Carlos Schrader enfatiza que Heródoto lo hacía «posiblemente de manera intencionada».
No obstante, el pentecóntero, debido a su estructura, no era muy adecuado para realizar largas travesías. Dado lo exagerado del número de trirremes, cabría la posibilidad de que hubieran sido capturados a fenicios o en regiones relacionadas comercialmente con Fenicia, si se admite el origen fenicio del trirreme, como hace Lucien Basch.
La creencia griega sobre el origen griego del trirreme es comprensible por el hecho de que en ese momento los corintios, aprovechando la ubicación ventajosa de su polis (ciudad) que controlaba la totalidad del Istmo que une el Peloponeso con el resto de Grecia, estaban expandiendo su dominio comercial gracias, entre otras razones, a su flota.
La controversia sobre la anterioridad de los trirremes griegos sobre los fenicios ha opuesto a dos investigadores. De acuerdo con la cronología de Tucídides, el análisis de A. B. LLoyd da la precedencia a la griega. Para Lucien Basch la invención sería fenicia, y esta habría servido de modelo a la egipcia. Mantienen una posición intermedia E. Van't Dack y H. Hauben, quienes afirman que el trirreme fue una invención griega y que el faraón Necao II no la construyó en la forma original, puesto que sus ingenieros navales eran fenicios.

## Desarrollo
La difusión de este tipo de nave que reemplazó a los pentecónteros, fue un proceso bastante lento, ya que se trataba no de naves especialmente difíciles o caras de construir, por comparación, sino porque requerían una inversión en recursos humanos (y por tanto financieros) que tardaron en estar disponibles. Inicialmente fue adoptado en los arsenales de Tiro y Sidón, en la desembocadura del Nilo, en Corinto y hasta en Siracusa. En la Batalla naval de Lade (verano de 494 a. C.) la flota griega solo constaba de trirremes.
El obstáculo que supone la ausencia de representaciones en la cerámica griega de la época se salvaría con la consideración de que el trirreme no había sustituido al pentecóntero como principal barco de guerra, hecho que se fue produciendo posteriormente hasta llegar al siglo V a. C., en que el trirreme se convirtió en la nave fundamental de las armadas griegas. El autor griego Polieno hace mención expresa al trirreme como barco de guerra constitutivo de la flota de Gelón, quien en 480 a. C. hizo rendición de cuentas ante la asamblea de Siracusa de los gastos ocasionados en la guerra contra el cartaginés Amílcar Magón, entre los que se encontraban «los generados por los trirremes». Durante las guerras médicas del siglo V a. C. la nave de guerra por excelencia era ya el trirreme, no solo en el bando griego, sino también por parte de los persas.
La hegemonía del trirreme en las escuadras del Mediterráneo abarca los siglos V y IV a. C., hasta que fueron superadas por las galeras de gran tamaño de la época helenística (Véase Marina de guerra en la Antigua Grecia#La tentación del gigantismo). No obstante, el trirreme se siguió utilizando hasta bien entrada nuestra era, como nave de exploración o de escolta, si bien más pesado y orientado al combate de abordaje.

### En Atenas

Dominación ateniense (en amarillo) sobre el mar Egeo en 431 a. C.

A comienzos del siglo V a. C. la flota ateniense estaba equipada con unos pocos trirremes, dado que el grueso de la flota lo formaban pentecónteros y triacónteros. Pero la guerra que sostenía entonces contra los eginetas y el peligro persa que subsistía tras Maratón, le impulsaron a modernizar sus fuerzas navales. La flota que venció a los persas en aguas de Salamina la había hecho construir el estratego Temístocles.
El descubrimiento a finales del siglo VI a. C. en Maronea y en Laurion de importantes filones de plata, proporcionó la ocasión a Temístocles: en 483 a. C. logró convencer a su ciudad de la necesidad de renovar la flota y en poco más de dos años lanzó un vasto programa de renovación, financiada mediante el noble metal extraído de las minas:

...cuando los atenienses en vista de que en el erario público había grandes sumas de dinero, que procedían de sus minas de Laurion, se disponían a repartírselas entre todos a razón de diez dracmas por cabeza. Entonces, Temístocles convenció a los atenienses para que desistieran de llevar a cabo este reparto y, con las sumas de que disponían, construyesen doscientas naves para la guerra (aludiendo al conflicto con los eginetas)
Heródoto, op. cit. VII.144.1-2

En 480 a. C. en la Batalla de Salamina, entre 150/180 de los 310/378 trirremes desplegados por los griegos eran atenienses. Según Heródoto (Historia VIII), Atenas proporcionó 180 trirremes (VIII.44) de un total de 378 (VIII.48). Cualquiera que sea la cifra aceptada, los autores coinciden en el hecho de que los trirremes atenienses representaban la mitad de las galeras de este tipo presentes en la batalla. Pero estos navíos, que eran de entre los primeros de este tipo de la ciudad, «no tenían todavía puentes en toda su extensión». Según Plutarco, fue Cimón quien, con ocasión de la Batalla del Eurimedonte (467 a. C.), mandó unir el puente de proa a popa para posibilitar un aumento del número de combatientes y dar más capacidad ofensiva a los trirremes: «Cimón los hizo más anchos y los dotó con pasos entre sus puentes, de forma que, cargados con muchos hoplitas, se comportaron con mayor efectividad contra los enemigos».
La rapidez del trirreme, su solidez en relación con los modelos anteriores más largos, facilitó su construcción. Fue el instrumento que permitió a Atenas extender su hegemonía en el mar durante el transcurso del siglo V a. C.

### Evoluciones ulteriores

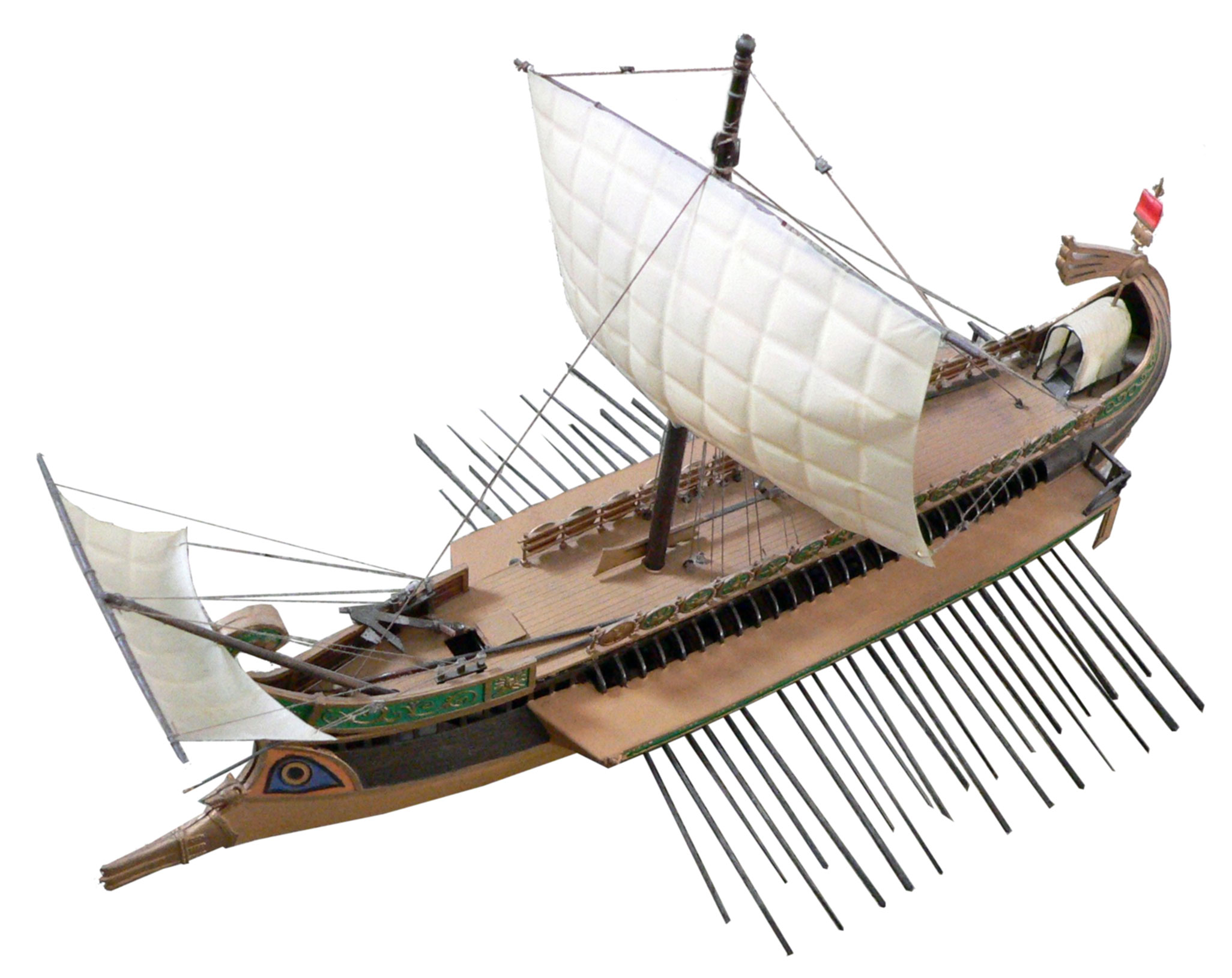
Maqueta de trirreme romano.

Aunque la flota ateniense perdió su superioridad al ser derrotada durante su expedición a Sicilia por Siracusa, Esparta y sus aliados, en la batalla de las Epípolas, (en 413 a. C., durante la guerra del Peloponeso), los trirremes, sin embargo, continuaron teniendo el control de los mares. Dionisio I, tirano de Siracusa, dotó durante los primeros años del siguiente siglo a su ciudad de cuatrirremes y quinquerremes, más grandes y pesados. El declive de los trirremes se produjo durante el periodo helenístico, cuando cada nación de importancia construía galeras como el quinquerreme, cuya táctica estaba basada en el abordaje y en la artillería, desorganizando a los remeros del adversario. La armada romana perfeccionó esta técnica con el uso del corvus.

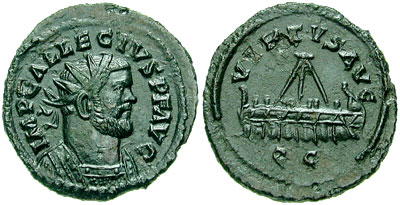
Quinario mostrando al emperador romano Alecto en el anverso, con un galera del puerto de Bolonia, en la Galia, en el reverso. Ceca de Camulodunum.

El trirreme se siguió utilizando como auxiliar de las unidades mayores. Ya en época del Imperio romano se convirtió en predominante debido a su menor costo y a que el control de los mares estaba asegurado.
A lo largo de los siglos, el trirreme conoció pocas modificaciones: en la mayoría de los casos, se aumentó el tamaño del puente a lo largo de toda la nave y a partir del siglo V a. C. se fijaron paneles para proteger a los remeros de las olas y de las flechas. El aparejo estaba a veces compuesto de un mástil, y otras de dos. En el transcurso del siglo IV d. C., cedió el sitio a las liburnas, menos rápidas pero más ligeras y ágiles, que fueron el origen de los dromones bizantinos.

## Construcción
No hay pruebas arqueológicas de cómo era exactamente un trirreme, ya que los restos de naufragios de la Antigüedad son en su inmensa mayoría de buques civiles. Las piezas de madera tienen flotabilidad positiva, y los restos sumergidos de naufragios pertenecen a buques de carga, debido a que el peso de la carga ha mantenido bajo el agua los restos.
Los arqueólogos y los historiadores especializados admiten que el sistema de construcción era el mismo para los trirremes y los «barcos longos» (barcos de guerra) con remos.
En la Atenas del siglo V a. C., las informaciones referentes al tiempo que requería la construcción de un trirreme no son claras. Las referencias de que disponemos se limitan a saber que las minas de Maronea fueron descubiertas en 483-482 a. C. y que la Batalla de Salamina fue en septiembre de 480 a. C, y en ese intervalo, Temístocles aseguró la construcción de al menos 200 trirremes.
Los trirremes existían aún en 323 d. C.: Licinio reunió una flota de 350 trirremes contra Constantino I, que disponía de 200 triacónteros. En las estrechas aguas del Helesponto 80 triacónteros bastaron para derrotar a los 350 trirremes de Licinio. La derrota de Licinio supuso la del trirreme como barco de guerra. A finales del siglo IV, una gran parte de los conocimientos se había perdido: 

(...) pero hace muchos años se han olvidado de los métodos de construcción del trirreme».
Zósimo, Nueva Historia V.20

### Dimensiones y formas
Gracias al descubrimiento en 1885 por Dragátsis y Wilhelm Dörpfeld de tinglados cubiertos en Zea (uno de los puertos militares de El Pireo), y a las campañas de excavaciones realizadas desde 2000, se tiene una idea bastante precisa sobre las dimensiones de un trirreme. En las tinglados de piedra se descubrieron los arsenales en que se alojaban los trirremes cuando no estaban navegando. La iconografía también aporta algunas pruebas de cuál era su forma general, pero no permite determinar el método de construcción usado. Se ha partido de la hipótesis de que el método de construcción era el mismo que el empleado en las naves mercantes que se han encontrado. Esta hipótesis es meramente orientativa, puesto que existen argumentos en contra, ya que a lo largo de la historia de la construcción naval abundan los ejemplos en que la técnica de construcción de los buques de guerra es totalmente distinta de la de los cargueros.
Estas naves tenían cerca de 36 m de eslora, y tenían una manga próxima a los 5 m. La altura bajo el techo de los navíos era de 4,026 m, y se estima que la altura del casco fuera del agua era 2,15 m. El calado era más reducido, de apenas 1 m (para facilitar la varada y puesta en seco del casco), como atestiguan los textos que mencionan a los hoplitas viniendo de la playa y embarcando en las naves a flote: «(...) los mesenios que habían acudido en auxilio y, entrando con las armas en el mar, habían subido a bordo, luchando desde los puentes lograron arrebatárselas cuando ya eran remolcadas». La relación eslora-manga era en cambio muy elevada (10 a 1), lo que hacía que el buque fuera muy rápido.
Su capacidad para aproximarse muy cerca de la costa se explica por el fondo prácticamente plano, sin quilla. La forma redondeada de la popa, característica de los navíos antiguos, ayudaba a esta maniobra ya que el trirreme se disponía de cara al mar.
Los historiadores M. P. Adam y, J. Taillardat opinan además, que la parte de atrás levantada sería la consecuencia de una técnica de la construcción: los tablazones eran rectangulares (solo se afinaban en las extremidades), lo que obligaba a disponerlos de esta manera. El método de ensambladura no está sujeto a ninguna certeza. Especialistas como J. Taillardat suponen que estaban encajados entre sí por un sistema de espigas y muescas, finalmente reforzadas por clavijas; técnica conocida desde la época homérica,

### Basada
Los lexicógrafos han transmitido los nombres de las principales partes de las que se componía la basada, como por ejemplo los δρύοχοι: *para Suidas y Zonaras los estáis que se empleaban durante la construcción del barco. Según el Etymologicum Magnum «son piezas verticales de madera que sostienen la quilla mientras se construye». Eustacio de Tesalónica entiende que «son los estáis dispuestos en fila y y sobre los que reposa la quilla del barco en construcción, a fin de que tenga una forma regular». Añade que mantienen la carena de los dos costados y la rodean de apoyos continuos. Platón dice que son «apoyos que sirven durante la construcción de la nave». Hesiquio de Alejandría los define como «piezas de madera que soportan la quilla del navío».

### Casco

Principio de ensamblaje de los tablazones de los navíos griegos antiguos mediante caja y espiga.

El casco estaba formado por la quilla, los costados de babor y de estribor, los listones, los tablones y las regalas. El método de construcción del casco es el habitual en la antigüedad, conocido con el nombre de shell-first, es decir, «caparazón primero». Consiste en construir primero la tablazón exterior, ensamblando las piezas entre sí mediante un sistema de caja y espiga y clavijas de madera, y superpuestas, que se unen a la quilla y al mascarón, reforzándolo desde el interior mediante cuadernas (costillas) de madera y baos (vigas transversales). Los elementos longitudinales se unían mediante anclajes y se recubrían con un forro de planchas colocadas canto contra canto, en lugar de solapadas.
Para mantener el casco unido, se tensaba este mediante una cuerda muy gruesa llamada hypozoma, ubicada seguramente en el interior del casco, engarzada a la roda y la popa, y tensada con una especie de molinete en el centro del barco; algunos ingenieros creen, por el contrario, que esta gruesa cuerda rodeaba el casco por el exterior. Cada trirreme llevaba cuatro de estas cuerdas de recambio, según se especifica en los registros navales y se obliga en las ordenanzas militares atenienses. Para las travesías largas se colocaban seis cuerdas de este tipo. Era una de las piezas más importantes del navío. Platón alude a ella llamándola «vendaje del trirreme». Un trirreme se describía como fajado cuando estaba dotado de hypozoma. En un decreto ateniense mencionado en una inscripción se prescribe que el número mínimo de hombres necesarios para colocar un hypozoma era de cincuenta.
La solidez de la nave era un factor fundamental ya que se combatía a golpe de espolón, y se debía evitar que el casco se quebrara al impactar contra el barco enemigo. Sin embargo, la resistencia del casco debió ser secundaria para los atenienses, viendo el gran énfasis que pusieron en la ligereza de la construcción.
El saledizo o arbotante donde se ubicaba la fila superior de remeros (los tranitas) estaba trabado con el costado del casco mediante largueros transversales: sobre los tranitas existía una cubierta que se extendía de una banda a la otra y sobre la que había una pasarela, que se extendía a su vez a lo largo de la eslora y servía más como plataforma de maniobra y protección que como refuerzo estructural.

### Espolón

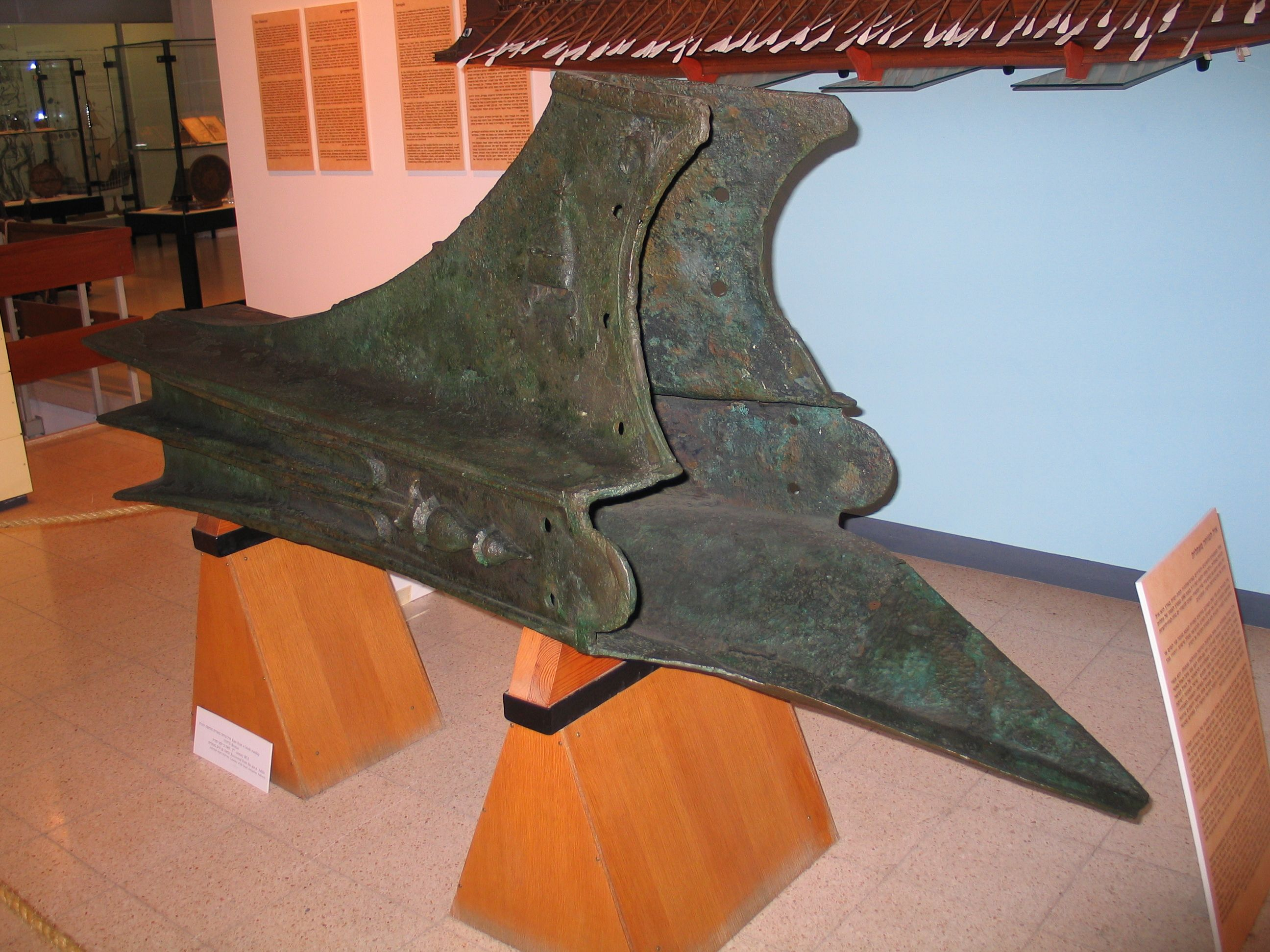
Espolón de bronce de un barco de guerra griego del Recuperado del mar cerca de Atlit. Museo Marítimo Nacional de Israel, en Haifa.

Sobre el estrave se colocaba un espolón (émbolos) de bronce destinado a las maniobras de embestida, táctica que se fue generalizando al ser una nave tan ágil. Estaba situado al nivel de la línea de flotación en la proa, con el fin de infligir el mayor daño posible y así hundir el barco enemigo.
Se hallaba forrando la punta delantera de la quilla, acorazada y construida con tres hojas afiladas que quedaban justo sobre el nivel del agua. La forma de la juntura entre el espolón y el poste de proa, que se curvaba hacia arriba y hacia delante, permitía reducir la resistencia del agua para que la estructura actuara como un arma y a modo de cortaaguas.
Podía abrir un boquete en un barco enemigo e inutilizarlo, pero no lo hundía inmediatamente. Las fuentes antiguas emplean términos que significan «hundirse», pero era posible remolcar las naves que comenzaban a hundirse de aquella manera. La palabra griega kataduein significa «sumergir» o «descender».
Tras la contienda naval de Síbota (433 a. C.) los corintios no remolcaron los trirremes que habían inutilizado, pero podían haberlo hecho, según relata Tucídides: «...los corintios no se preocuparon de sujetar con cables y remolcar los cascos de las naves que habían averiado, sino que pasando de un lado a otro se dirigían contra los hombres, más para matar que para coger prisioneros».
Las fuentes antiguas nos enseñan poco sobre el espolón. Eustacio dice que estaba situado en la proa y que tenía una forma aguzada. Los escoliastas de Tucídides y Hesiquio dicen que era un ingenio de cobre fijado a la proa del barco. Suidas y Zonaras añaden que estaba hecho de cobre sometido a la acción del fuego (πεπυρωμένον). Pero el cobre es un metal endeble y fue siendo sustituido por el hierro.

### Proa
La proa del trirreme se llamaba pora (πῶρα). En cada lado del estrave había un engrosamiento situado por debajo de línea de flotación; era el «hombro». Encima estaba la «mejilla»: parte redondeada del casco comprendida entre el mástil de mesana y el estrave. Pólux dice que se llamaba mejilla o «ala» cada una de las mitades de la proa. Para Hesiquio, la expresión homérica elteareaoi (μλτπάρηοι), son las mejillas coloreadas en bermellón. Según Heródoto «antiguamente todas las naves eran pintadas con minio».
El escobén (ὸφθαλμός) era representado por un ojo con su pupila, párpados y ceja. Algunas monedas muestran al menos dos escobenes en un único lado del barco, situados en niveles distintos. Jal reproduce la proa de un barco de Pompeya, pintado en tres cuartos, que deja percibir dos escobenes, una a cada lado del estrave. Según Pólux «hay una parte del barco que se llama ὀφθαλμός y πτυχίς. Es en la que se inscribe el nombre del navío». Esta explicación demasiado concisa ha inducido a error a los comentaristas, que han confundido el distintivo que porta el nombre de la embarcación con el escobén. Es el ojo del animal, tal y como aparece en las monedas antiguas de Samos. Es en la pintura donde se dio al escobén esta forma de ojo, que ha conservado en un gran número de monumentos. Con el paso del tiempo el escobén se redujo a ser una simple abertura para dar paso al cable del ancla. Existen diferentes leyendas y diferencias notables en las representaciones del escobén en las monedas de las polis marineras. En Atenas, el escobén del trirreme parece que estaba provisto en todo su perímetro de una protección metálica para evitar el desgaste producido por el roce del cable.
Antes de la segunda batalla del puerto de Siracusa (verano de 413 a. C.), los siracusanos hicieron modificaciones en las proas de sus trirremes. Redujeron su longitud para darles una mayor solidez, según refiere Tucídides: 

«adosaron gruesas serviolas a las proas y, partiendo de las serviolas fijaron unos puntales que se introducían en las amuras y tenían una extensión de unos seis codos por dentro y por fuera. De esa misma manera los corintios habían adaptado la proa de sus trirremes para combatir contra la flota de Naupacto. Y los siracusanos pensaban que de ese modo no quedarían en desventaja frente a las naves atenienses, que no oponían la misma forma de construcción, sino que tenían la parte de proa más afilada, ya que no practicaban tanto la táctica del choque frontal, proa contra proa, como la de efectuar una maniobra de rodeo para embestir lateralmente con el espolón; pensaban asimismo que la batalla en el Puerto Grande sería favorable para ellos, pues embistiendo proa contra proa, destrozarían con los espolones la parte delantera de los barcos enemigos al golpear éstos, sólidos y gruesos, contra proas huecas y endebles.»
Tucídides VII.36.2-3

Torres Esbarranch dice que «estos puntales o contretes (antērídes) serían dos maderos arqueados que reforzaban cada serviola en caso de embestida. Partían de las amuras y terminaban en un bao transversal».
Heródoto, hablando de los samios de la época de Polícrates que fueron vencidos por los cretenses y los eginetas, dice que estos últimos arrancaron las proas de las naves enemigas que tenían forma de cabeza de jabalí (προτμή). Los términos para designar estas proas, de construcción primitiva, subsistían en la marina ateniense de los siglos V y IV a. C.
Otras piezas de la proa eran las epōtídes (ἐπωτίδες), que servían para suspender el ancla; eran el equivalente a los modernos pescantes. Eurípides, al hablar de las diversas maniobras que tenían lugar en la partida de los navíos, dice que «servían para completar el sistema de defensa de la proa». Pólux se limita a nombrarlas diciendo que se les llamaba también amfotides (ἀμφωτίδες). Son definidas por el escoliasta de Tucídides (II.34.5) y por Suidas, como las piezas de madera que forman el saledizo de cada costado de la proa: «Ἐπωτίδες εἰσὶ τἂ ἐκατἑρωθεν πρώρας ἐξἑχοντα ξύλα». Estaban sostenidas exteriormente por estayes en el flanco del barco y arbotantes en el interior: este sistema de arbotantes se llamaba ἀντηρίδες. El flanco del trirreme estaba protegido por las ἐπωτίδες que, formando un saledizo en la proa, justo a la altura de la parodos, paraban al enemigo clavándose en sus bordas y restando carácter mortífero al choque del espolón. El escoliasta de Tucídides (VII.34.5) dice que había dos estayes por epōtíde, uno interior y otro exterior, cuyo pie estaba apoyado en la borda, en cuya parte más alta estaba sujeta la epōtíde. El pasaje de Tucídides (VII.34.5) en parte hace comprensible la utilidad de estas fuertes vigas salientes. En el trirreme visto de frente, las epōtídes formaban como dos orejas y completaban la proa con una cabeza de animal.
Los trirremes ofrecían en ambos flancos dos partes delicadas y frágiles: la galería exterior que se llamada πάροδος (parodos) y el conjunto de los remos. Bastaba, incluso sin abordar el trirreme, con pasar en sentido inverso a una muy corta distancia para romper sus remos y su parodos y así conseguir ponerlo fuera de combate. La parodos no estaba protegida por epotides, pero la parte superior de la carena se alargaba y ensanchaba hacia la proa. Como sobresalía era sostenida por ménsulas. Vista de frente la nave, este ensanchamiento tapaba totalmente la parodos.
La roda de proa estaba coronada por una estructura llamada στόλος/stolos, que terminaba en el acrostolio (ἀκροστόλιον).

### Popa

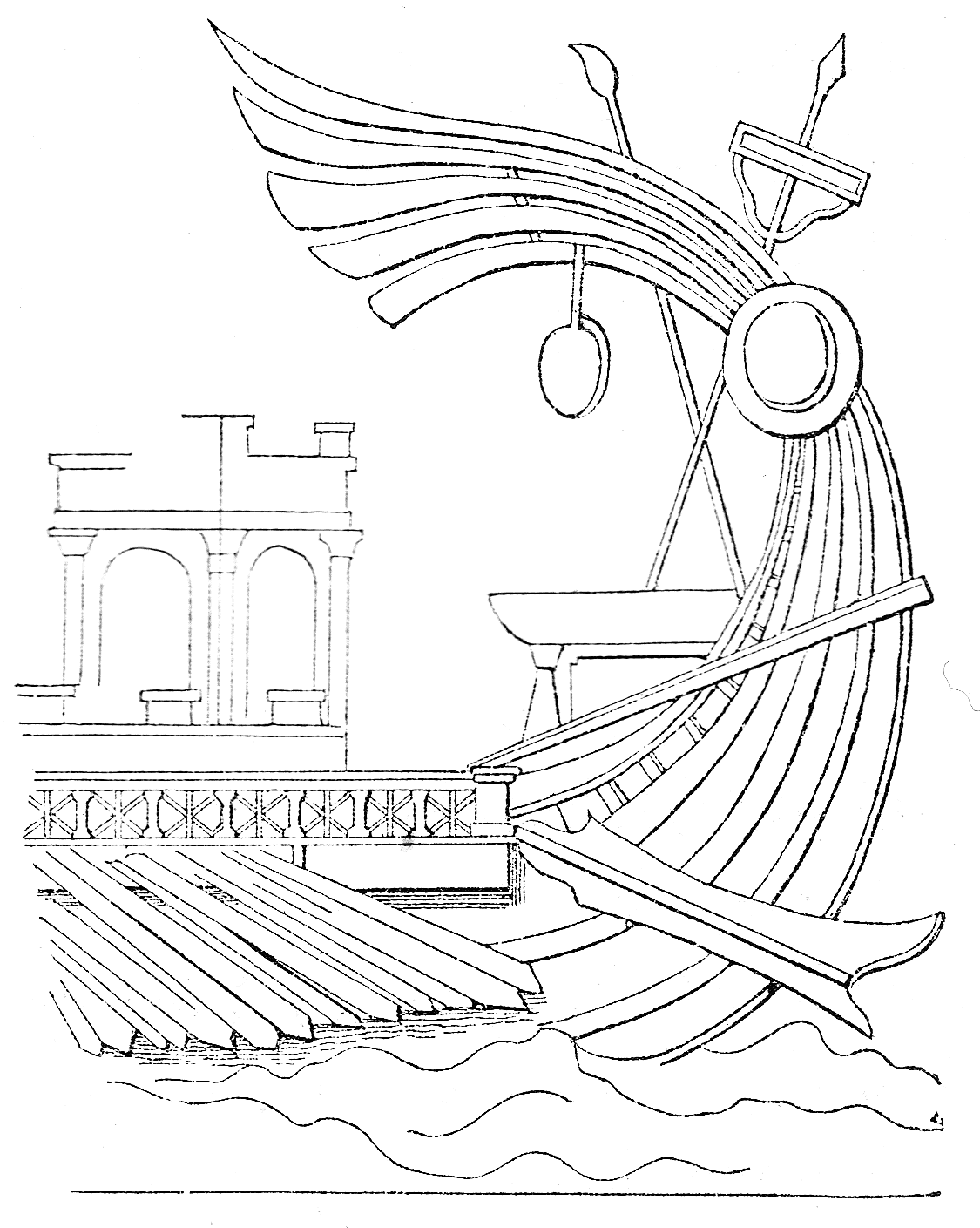
Popa con aflastas.

Para referirse a la popa en griego homérico se decía πρυνᾕ ναῦς. Según Eustacio de Tesalónica, πρυνός significa «lo que está detrás», en referencia a la parte trasera de un barco. En época clásica se la designaba con la palabra πρύμνη.
Tenía una fisonomía tan característica como la proa. De ciertos detalles de su construcción no existe correspondencia en la marina moderna. La proa y la popa no se diferenciaban de una forma tan marcada como en la marina de los últimos siglos. He aquí la razón: una embarcación a vela puede, según lo necesite, inclinarse a estribor o a babor, pero le es imposible parar y cambiar instantáneamente de dirección como un barco de remos o de vapor. Si el constructor naval proporciona a la proa formas finas para que rompa fácilmente las olas, puede alargarse la popa. Gracias a su popa cuadrada las galeras del siglo XVIII eran verdaderas casas flotantes; en cambio el trirreme, era un ingenio de combate y todo estaba dispuesto para que respondiera los más exactamente posible a ese propósito. Su popa era delgada y fina como la proa, para que pudiera maniobrar libremente, y marchara hacia atrás a la primera señal dada a los remeros. En las representaciones monumentales se aprecia que los barcos griegos con espolón tenían generalmente la proa más hundida que la popa: la proa debido al espolón, se construía de manera más sólida, más pesada y tenía más calado. Como era la parte destinada a estrellarse contra los barcos enemigos debía ser más robusta y pesada. En cambio, la popa se podía aligerar: el codaste formaba con la quilla un ángulo obtuso y se levantaba en una curva imperceptible, de manera que en un desembarco la nave se podía varar en una playa de arena, inclinada en pendiente suave. El codaste, a la altura del puente, sobre el que iba superpuesto un conjunto de piezas que se unían en la vertical, después formaba una curva entrante hacía el interior del navío. De la extremidad de esta prolongación del codaste partía una serie de ligeros adornos llamados aflastas (ἄφλαστα), que se extendían por encima de una parte del castillo de popa.
Los aflastas eran a la popa lo que el acrostolio a la proa: los primeros estaban en el coronamiento de aquella, el segundo estaba en la extremidad del στόλος. La forma del aflasta, según Pausanias, siguiendo a Eustacio de Tesalónica, que cita a Dídimo de Alejandría, se levanta en la popa. Estaba compuesto de tablas recurvadas con las que se cruzaba otra tabla que las reunía y que reposaba sobre un soporte fijado detrás del timonel. En estas tablas y en la trasversal que las unía se suspendía el gallardete que era el emblema del navío. Según Pólux, los aflastas eran la extremidad de la popa; por debajo de ellos había una pieza vertical de madera, en medio de la cual se suspendía un gallardete que se llamaba ταινία.
Alrededor de la popa se extendía una galería análoga a las que decoraban las galeras de Luis XIV y de Luis XV, pero naturalmente más simples. Esta galería es visible en un barco mercante de Ilercavonia. Según Pólux, estas galerías o tal vez simplemente las piezas en saledizo que las soportaban, eran llamadas por los griegos περιτόναια.

### Timones
El sistema empleado por los griegos para dirigir sus barcos difiere completamente del actual. En lugar de un único timón enganchado al codaste, cada nave tenía dos timones de espadilla, tal y como aparecen en los monumentos figurados y como lo atestiguan Las Inscripciones navales. Estaban situados en la popa, uno a estribor y el otro a babor. Se llamaban πηδαάλια, οἴακες, αὐχένες: los tres términos eran sinónimos y empleados indistintamente. Se decían habitualmente en plural. No obstante, había entre estas palabras una diferencia primitiva en cuanto al sentido, como indica Eustacio de Tesalónica al hablar de πηδαάλια. 

Algunas personas consideran como sinónimo de esta palabra la de αὐχή, como lo denota el término usual αὐχένιον.

La siguiente glosa se halla en el Lexicon rhetoricon: οἴαξ. πηδάλιον αὐχήν. Añade el autor que Diogeniano entiende por οἴακες, las ruedas que mueven los timones, es decir, la mecha del timón, que es rígida, y une el eje y las arandelas por las que pasan las cuerdas de transmisión, y también une la caña a la pala del mismo. De los términos náuticos es de hecho, el de οἰακια, cuyo significado es ruedas de madera, el medio a través de los cuales se hacía girar el timón de espadilla. Así, según Eustacio, aunque las dos palabras se emplearan de manera indistinta, el sentido propio de οἴαξ es el de caña del timón. Zonaras entiende por οἴακες las piezas de madera adaptadas a los timones para hacerlos maniobrar, que estaban a mano de los timoneles. El puesto del timonel se llamaba σκηνή.

### Materiales
Platón habla de los árboles esenciales para su construcción: el abeto, el pino y el ciprés.
Teofrasto comenta que en la construcción del trirreme era habitual el uso de madera de abeto y aconseja la de esta conífera por su liviandad. El filósofo recoge la afirmación de algunos autores que dicen que la madera utilizada en ocasiones para los trirremes era de picea, en el caso de que no tuvieran a mano madera de abeto; la de alerce por su poco peso para las partes internas. De maderas duras, como el fresno y el olmo eran los postes del proel, así como de roble para la quilla, para que esta pudiera resistir el remolque. Los sirios y fenicios empleaban el cedro, dada la escasez de picea en sus tierras.
Las partes redondeadas, como la exterior de la quilla a la que se unía la cubierta, y las vigas del ancla (ἡ ἄγκυρα) estaban hechas de orno, moral y olmo, ya que se precisaba que estos elementos fueran fuertes. Algunos, como los chipriotas, construían estas partes con madera de pino de Alepo, pese a que se pudre pronto.
La madera solía proceder de Tracia y de Macedonia, ya que en el Ática no había bosques de calidad. Entre los reyes macedonios y Atenas existieron acuerdos para importar madera o para que los armadores atenienses construyeran allí sus naves.
Dado que los tratamientos para preservar la madera del casco del ataque de la broma no eran muy eficaces, esta se deterioraba rápidamente. Para evitarlo, era habitual que las naves fueran retiradas del agua y las atenienses dejarlas en seco en los arsenales de El Pireo.
El calafateado, es decir, la impermeabilización del casco, se hacía introduciendo pez o cera en los intersticios de la tablazón. El calafateado se deterioraba con el tiempo y era necesario renovarlo cada vez que se ponía la nave en seco. Ese era el momento en que los operarios del astillero aprovechaban también para carenar el casco, es decir, limpiarlo de adherencias (algas y demás suciedad) para que no se viera reducida la velocidad por la mayor resistencia hidrodinámica del casco. Calafateado y carenado el casco, se procedía a pintarlo.

#### La cuestión de lasparexeiresíai
La parexeiresía (griego antiguo παρεξειρεσία) era la parte saliente del trirreme entre los remeros y la borda, una estructura que sobresalía en los lados de los trirremes, junto a la que estaban situados los tranitas (θρανῖται, thranîtai). Eran piezas longitudinales de madera que sostenían los remos de estos remeros, situadas en el extremo de la proa y de la popa. Hesiquio de Alejandría apunta que «es como si se dijera que está más allá de los remos» (...ώσεί λέγοι τις εἰ ρεσία). La lexicografía antigua no presenta más que este testimonio, el primero cronológicamente, que ha sido copiado en todas partes. Este término, según J. Taillardat parece ser un compuesto de ἐξάγγελος, y παρέξ, que jugaría el papel de adverbio. En este contexto παρξειρεσία significa «aparejo de la porta que está fuera y a lo largo del barco». Designaría y sería equivalente al apostis de las galeras francesas de los siglos XVII y XVIII. En ausencia de referencias literarias o iconográficas, a los historiadores no les ha satisfecho esta hipótesis hasta tiempos recientes. Durante mucho tiempo se supuso que el trirreme tenía el aspecto de un pentecóntero, al cual simplemente se le habrían añadido dos hileras superpuestas de remeros y con el casco sensiblemente liso en el exterior.
Para un nuevo estudio del conjunto de documentos la fuente iconográfica más precisa es el bajorrelieve Lenormant. Apoyándose en la experiencia de las galeras modernas, se tiene en el presente casi la certeza de que las parexeiresíai estaban emplazadas a cerca de un metro en la parte exterior del casco. Los bancos de los tranitas estaban situados al nivel de los tablazones inferiores.
J. Taillardat, apoyándose en los siguientes cuatro textos y, en menor grado, en los restos figurativos, intenta aportar el sentido del término:
- a)

contra la irrupción de las olas debajo de la parexeiresía de cada borda (πρòς τᾁς ἐπιβολᾁς τὤν χυμάτων ύπὲρ τὴν παρεξειρίαν ἑχατέρσυ τοίου), Cabrias extendió pieles sin curtir contra las embestidas de las olas sobre uno y otro costado de proa y, clavándolas firmemente en lo alto del puente, y las hacía descender verticalmente hasta las parexeiresíai, a guisa de falcas (φράγμα). Esto impedía que el barco se volviera pesado, que los mástiles se rompieran, y que los marineros fuesen empapados por las olas; y al no llegar las olas, gracias a la protección de las falcas, el miedo no les hacía levantarse a los remeros, y con ello evitó que zozobrase la nave.
Polieno, Estratagemas III.11.13

- b)

en poco tiempo, el viento hizo que el mar creciera y que, sobre las bordas, entrara agua en abundancia, no solo por los portas de los toletes, sino también por las parexeiresíai (ῴς μὴ χατά τὰς χῴπας μόνον, ἀλλὰ χαὶ ὑπὲρ τὰς παρεξειρίας ἐπεισρεἵν ἡμἵν ἐχατέρωήεν ὰφθόνως τοῦ ὖδατος
Flavio Arriano, Periplo del Ponto Euxino 5

A propósito de los hunos adaptando sus armadías a la navegación marítima, Agatías dice que:
- c)

que ellos instalaban toletes sobre cada borda, una especie de parexeiresíai provisional (χωπητῆ ἐφˈἐχατέρα χαὶ οἲον παρεξειρίας αὐτομάτους ἐμηχανῄσαντο)
Agatías, Historias V.21.

- d)

Cabrias disponía de dos timones para cada triere para las navegaciones en alta mar, y en las tempestades utilizaba el corriente, pero si el mar se encrespaba, pasaba el otro a través de la parexeiresía, por los remos de los tranitas, (θάτερα [scil. πηδάλια] διὰ πῆς παρεξειρίας χώπας παρετίθει) con la garganta y anillas sobre el puente, de suerte que al levantarse la popa, la nave era dirigida con éste.
Polieno, op. cit. III.11.14

De estos cuatro pasajes se pueden extraer las siguientes conclusiones: había una parexeiresía sobre cada borda del triere (cf. los textos a), b) y c). Contrariamente a lo que afirmaban los lexicógrafos de la Antigüedad, había remeros —y, por tanto, remos— en el emplazamiento donde se hallaba la parexeiresía; esto resulta claramente del texto a, sub fine: Es seguro que la parexeiresía llevaba toletes (cf. c). La parexeiresía por encima de los portas (cf. b), en el lugar de los remos de los tranitas (cf. d), de la que se sabe además que constituía la primera fila de remos.
La παρεξειρία debía ser «el aparejo de los toletes que se encontraba fuera y a lo largo del triere», es decir su apostis, la πάροδος, el pasaje. En definitiva, sería la parte saliente a uno y otro lado.
No obstante, Morrison y Coates, señalan que no se puede afirmar que haya una indicación clara en los Inventarios navales atenienses y en las fuentes literarias sobre la presunta conexión entre los tranitas y las parexeiresíai.

### Los remos
La cuestión de la posición de las parexeiresíai está estrechamente ligada a la de los remos: si estos soportes estaban enganchados al casco, los remos de la hilera más alta debían tener una longitud superior con el fin de penetrar en el agua de la misma manera y sin entrecruzarse con lo de los niveles inferiores. Ahora bien, el general de las galeras de Luis XIV, Jean-Antoine de Barras de la Penne, afirmaba que los remos que no tienen dimensiones idénticas a los de las filas siguientes no permiten mantener la cadencia. Esta necesidad, sacada de la experiencia, confirma el modelo adoptado actualmente de la amplitud de las parexeiresíai en el exterior del casco.
Cada remo era manejado por un solo hombre: «el plan era que cada marinero cogiera su remo, cojín y estrobo» El cojín debía servir como asiento, no tanto para proteger las nalgas de los remeros, como para que no resbalasen, especialmente cuando remaban con fuerza. El estrobo servía para mantener el remo al nivel de la apostis. Los remos, tenían una longitud de 4,17 m. Algunos autores antiguos indican que en el centro del barco los marineros de las tres filas accionaban los remos más largos, que medían 4,40 m, prácticamente el largo estándar de las canoas modernas. Los remos utilizados en proa y popa eran ligeramente más cortos medían 4,10 metros.
Los registros navales informan que cada trirreme recibía 200 remos: 170 para los tres bancos de remeros, y 30 de las dos dimensiones, de recambio. Mirando un trirreme por el flanco parece que el esquema general estuviera dispuestos en forma de quincuncio. Sin embargo, lo habitual era el agrupamiento de tres remos en una fila oblicua: los remos de los tranitas, zigitas y talamitas formaban, en un segmento dado, la unidad fundamental, de donde proviene el nombre de triere, «con tres filas». Había 27 de estas unidades en cada lado, a las que se añadían dos tranitas remando solos delante y detrás.

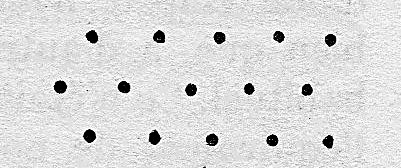
Quincuncio.
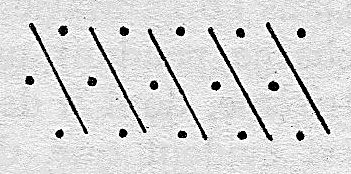
Fila oblicua.

La dirección de la nave se llevaba a cabo mediante un timón, una especie de remo, que debido a su forma diferente, se maniobraba desde la popa. Con mal tiempo el trirreme se equipaba con dos timones, el segundo situado en la proa.

Cabrias disponía de dos timones para las navegaciones en alta mar, y en los temporales y con calma chicha utilizaba el corriente, pero si el mar se encrespaba pasaba el otro a través de la proa por los remos de la parte superior con la garganta y anillas sobre el puente, de suerte que al levantarse la popa, la nave era dirigida con éste.
Polieno, Estratagemas III.12.14

Esto no excluía que hubiera naves con los dos sistemas de dirección situados conjuntamente en la popa.

### Los mástiles y velas

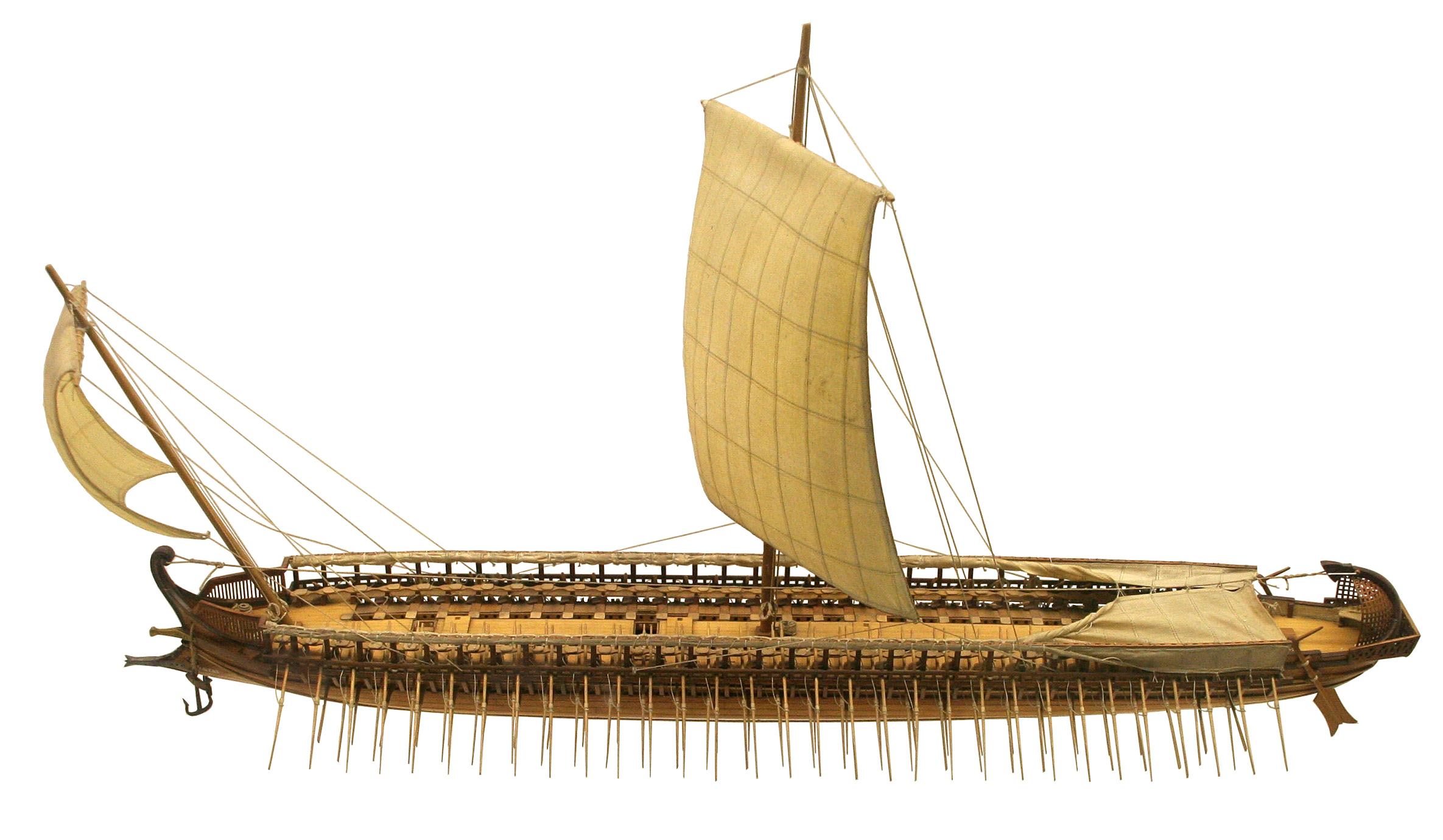
Modelo en madera de trirreme griego.

Aunque se sabe que el trirreme romano tenía dos mástiles, el principal vertical y situado en el centro, y un segundo delante e inclinado, los especialistas tienen dudas en cuanto a que el griego los tuviera.
Según los textos de la época clásica, al menos desde finales del siglo V a. C. y hasta el año 352 a. C., estos navíos estaban dotados con dos mástiles: un palo mayor (ἱστός μέγας) con su vela mayor (ἱστίον μέγα) de forma cuadrada sostenida por una verga de alrededor de 22 m de anchura y de 8 m de altura; un segundo mástil denominado ἱστός ἀκάτειος con su vela denominada ἱστίον άκάτειον. La akateion permanecía siempre a bordo; servía para la mar gruesa o para la fuga durante una batalla, sobre todo si el trirreme era incapaz de maniobrar a remo por los daños infligidos. En previsión de un combate naval, el aparejo principal era depositado en tierra, por ser demasiado voluminoso para una embarcación estrecha, y con el fin de que la marcha no estuviera a capricho del viento. Que el tamaño de la akateion era menor que el de la vela mayor, lo indica la oposición de los términos μέγας/ἀκάτειος, y lo confirma el fragmento de Epícrates el Cómico: «abandona los vasos y levanta las grandes copas», broma para el juego de palabras «lleva las akateia e iza las velas mayores» Aristófanes fue el primer autor en mencionar la vela akateion; el segundo fue Jenofonte en 373 a. C.; y en tercer lugar los Inventarios navales de Atenas de 356 y de 352 a. C. Por una cita de Heródoto se infiere que ya existiría a principios del siglo V a. C. En 330 a. C. el mástil akateios y su vela desaparecieron de los inventarios atenienses.
Sobre el uso de estas velas, Jenofonte dice que: «Ifícrates... preparaba todo para el combate naval... dejó las velas mayores en Atenas, navegando como si fuese a presentar batalla, y utilizaba poco las velas pequeñas (akáteia histía) aunque el viento fuese favorable; pues realizando la navegación a remo conseguía que los hombres se mantuvieran físicamente mejor y que las naves marcharan mejor». Se deduce que la vela akateion la guardaban a bordo sin izarla. Así se explica que en la primavera del año 413 a. C., después de que los siracusanos fueran derrotados por los atenienses en una batalla naval en el Puerto Grande de Siracusa, el general espartano Gilipo al ocupar los fuertes atenienses de Plemirio, «capturó un considerable botín, pues como los atenienses se servían de los fuertes como almacén, había allí... mucho material de los trierarcas, ya que incluso se cogieron cuarenta velas de trirreme con el resto del aparejo...». En 405 a. C., Conón, que escapó al desastre de Egospótamos huyendo con 9 trirremes, «después de que se dio cuenta de que la situación de los atenienses estaba perdida, se detuvo en Abárnide, el promontorio de Lámpsaco, y allí se apoderó de las grandes velas (τὰ μέγαλα ιστία) de Lisandro»
Consecuentemente, en el curso de la batalla, no se disponía más que de una vela (la akateion) y solo se izaba para huir: así los samios en Lade (verano de 494 a. C.) «conforme a lo estipulado con Éaces, izaron las velas y abandonaron la formación poniendo rumbo a Samos (ἀειράμενοι τὰ ἱστία ἀποπλῶσαι ἐϰ τῆς τάξιος ἐς τὴν Σάμον)»; para Epicuro, a finales del siglo V a. C., τὸ ἀκάτειον αἵρεσθαι «izar la akateion» es una locución exactamente sinónima de φεύγειν.
Sobre cómo se empleaba la akateion en situaciones distintas a las de un combate naval, únicamente se pueden hacer hipótesis:
I Primera hipótesis: el trirreme empleaba simultáneamente la vela mayor y el akateion, lo que suponía dos mástiles levantados simultáneamente. En este caso:
a. ¿se trataba de dos mástiles verticales y paralelos? La cuestión es legítima, porque, tras el descubrimiento de la Tomba della nave en Etruria (1958), se tiene la seguridad de que existían barcos mercantes en el Mediterráneo con dos mástiles verticales.
b. o bien la akateion era una especie de vela cuadrada aparejada bajo el bauprés (la artemon de los buques de guerra romanos), es decir ¿una pequeña vela cuadrada situada encima de la proa y suspendida de un mástil corto e inclinado?
II Segunda hipótesis: el trirreme empleaba alternativamente la vela mayor y la akateion. La akateion y su mástil, sustituían a la vela mayor y su mástil. Dicho de otra manera, el uso de la vela mayor excluía el de la akateion.
Ningún texto apoya la primera hipótesis (I a. y b.). Al contrario, Epícrates el Cómico orienta hacia la segunda posibilidad considerada, cuya cita en un fragmento se ha consignado en el segundo párrafo de esta sección.
A falta de monumentos figurados de los siglos VI y V a. C. representando un trirreme bajo su velamen, nada es seguro, según Taillardat, al margen de la propia palabra: akateios deriva de ἡ ἄκατος, que designa toda clase de navío, pequeño o grande; porque ἄκατος, contrariamente a la opinión común, se dice también del triere, como lo muestra Aristófanes en Los caballeros, 761: «iza los delfines y pon la nave a su costado» (τοὺς δελφῖνας μετεωρίζου καὶ τὴν ἅκατον παραβάλλου).
Existe incertidumbre sobre el segundo mástil, cuya posición a bordo no se conoce: vertical delante del palo mayor (ἱστός μέγας), inclinado como en los trirremes romanos o sustituyendo al palo mayor en su agujero durante los asaltos. J. Taillardat se inclina por esta opción. Una de las dos primeras hipótesis no está dilucidada: si los marineros usaban las dos velas al mismo tiempo, el mástil pequeño (histos akateios) debía ser el «mástil de a bordo». Se le denominaba así, porque, contrariamente al palo mayor, se podía guardar a bordo del trirreme, debido a su reducido tamaño (aunque sus dimensiones exactas no son conocidas). Esto ha llevado a suponer que la segunda hipótesis es la buena: el histos akateios con su vela era un sustituto temporal del aparejo normal: el palo mayor y la vela mayor.
La pequeña vela y su mástil se abandonaron en el periodo helenístico, puesto que no se mencionan en los inventarios de los arsenales. Esto sería consecuencia quizá del papel secundario jugado por los trirremes en provecho de unidades de más tonelaje. Reaparecieron en los trirremes romanos, en los cuales fueron situados en la parte delantera de la proa.
La vela mayor era cuadrada, sustentada por una verga de ensamblaje hecha con dos palos al menos. El nombre en plural, ϰεραῗαι («vergas») designa un objeto único de estructura compleja. Esta vela no llevaba rizos. Para disminuir la superficie enfrentada al viento se la arremangaba como un estor con brioles (terthrioi) que pasaban por unas arandelas (krikoi) fijadas sobre la tela. Paul Gille, basándose en los grafitis de Delos, estima que la envergadura de la vela mayor era de 20 metros de largo, con 8 m de altura, y una superficie de unos 176 m². Es verosímil que la akateion tuviera también forma cuadrada, pero no hay pruebas. La artemon romana sí tenía dicha forma. Se puede comprender que el triere, con sus altas estructuras (2,15/2,20 m) y demasiada poca altura a nivel del agua (1 m) fuera incapaz de ceñir el viento, solo podía trazar zigzags. Sobre esto se dispone del testimonio de Jenofonte respecto a la acusación a Terámenes que Critias hace ante la Boulé: «es necesario, Terámenes, que un hombre digno de vivir no debe ser solo hábil para llevar adelante a sus compañeros en las situaciones difíciles, y si se presenta un obstáculo, cambie al punto de bando (εὐθὺς μεταβάλλεσθαι), sino afanarse como en un trirreme, hasta que se pongan al viento favorable (ὦσπερ ἐν νηὶ διαποεἵσθαι. ἕως ἆν εἰς οὓρον ϰαταστὧσιν). Pues, de lo contrario, ¿cómo podrían llegar alguna vez a donde deben, si a cada obstáculo, inmediatamente se ponen a navegar con rumbo contrario? Este texto prueba que el trirreme no zigzagueaba, si no sería ininteligible.

#### La navegación normal
Para calcular de manera aproximada su velocidad, solo se dispone de un pasaje de la Anábasis de Jenofonte: «τριήρει μέν ἐστιν εἰς Ήράϰλειαν ἐϰ Βυζαντίου ϰώπαις ἠμέρας μαϰρᾶςπλοῧς, de Bizancio a Heraclea (de Bitinia o Póntica, hay para un trirreme una larga jornada de navegación a remo [¿o "ayudándose con los remos"?]». Johann Bernhard Graser, estimando la distancia entre Heraclea y Bizancio en 160 millas náuticas y la jornada de boga en 16 horas, obtiene una velocidad de 10 millas por hora.
Aquí, también, las dudas subsisten: no hay ningún detalle de los medios utilizados para la propulsión del buque durante la navegación. Para conseguir el rendimiento al que se refiere Jenofonte, historiadores como A. Cartault piensan que la vela era secundada por los remeros, ya que estos no podían sostener físicamente el ritmo durante todo el día y la utilización exclusiva de la vela no permitía alcanzar esta velocidad. W. W. Tarn señala que para una galera, 9 millas por hora constituye una gran velocidad. Con mayor motivo, 10 millas por hora.
Paul Gille realizó unos cálculos teóricos cuyos postulados fueron: longitud de la flotación 34 m, anchura de carena 4,30 m, calado 1,10 m, desplazamiento 90 toneladas, 174 remeros. Sus resultados son:
1. A remo y para una cadencia de 18 paladas por minuto, un trirreme τρίϰροτος (tres niveles de remeros en acción), se desplazaba a unos 5,2 nudos; δίϰροτος (dos niveles de remeros en acción), 4,5 nudos; μονόϰροτος, 3,6 nudos.
2. Únicamente a vela (con una superficie estimada en 176 m²), el mismo trirreme desarrollaba 5,2 nudos con una pequeña brisa (fuerza 3 Beaufort); de 7 a 8 nudos cuando el viento aumentaba.

Para navegar a 10 nudos el trirreme al que alude Jenofonte, debía emplear la vela y los remos: θεῖν ϰαὶ έλαύνιν, como decían los atenienses.

### Rendimiento
Según las estimaciones fundadas en la afirmación de Jenofonte, se obtenía una velocidad de 10 nudos en navegación, lo que no es materialmente posible si uno solo de los medios de propulsión no se utilizaba. Según los cálculos se logran un poco más de 5 nudos con el conjunto de marineros en los remos y alrededor de 8 nudos con la vela con brisa moderada (viento de 20 a 28 km/h).
En las travesías, las fuerzas de los remeros eran economizadas, como indica el mismo autor:«(...) si la brisa era favorable, hacía desplegar las velas y los hombres descansaban mientras avanzaban, pero si era preciso remar, hacía descansar a los marineros por turno».
El trirreme ateniense que en verano del año 427 a. C. navegó día y noche entre El Pireo y Mitilene, una distancia de 355 km (192 millas náuticas), fue una excepción a la norma.
Durante los combates, el trirreme era movido por la pura fuerza de los brazos; se puede imaginar, a la vista de la velocidad alcanzada por el Olympias en los años 1980-1990, que debía sobrepasar los 10 nudos en el momento de mayor velocidad durante la embestida con el espolón y la cadencia de los golpes de remos aumentando durante estas maniobras. En el fragor de la batalla posiblemente podría lograr una velocidad no inferior a 20 km/h para distancias menores de 2 kilómetros.

## Tripulación

### El trierarca
Un trirreme era financiado por un ciudadano o un meteco rico, no obligatoriamente un marino, miembro de la clase de los pentacosiomedimnos, y llamado «trierarca». Recibía la nave de la ciudad y era responsable ante ella, debía pagar las eventuales reparaciones y el sueldo de la tripulación cuando la ciudad no podía. También debía hacer frente a los gastos imprevistos. Esta liturgia era la más costosa y el trierarca gozaba en consecuencia de un prestigio considerable en la ciudad, ante sus conciudadanos. A pesar de ello, parece que no era un cargo envidiado, en vista de los versos que Aristófanes pone en boca de Esquilo en un pasaje de Las ranas:

«Esto es lo que hace un rico que no quiere ser trierarca,

se envuelve en harapos,

llora y dice que es pobre».
Aristófanes, Las ranas, v. 1065-1066

A partir del siglo V a. C., la trierarquía se convirtió en una carga financiera demasiado onerosa para un hombre y los trierarcas comenzaron a agruparse para armar un barco: al principio dos, posteriormente varios.

### Composición de la tripulación
Durante la guerra del Peloponeso, el trirreme ateniense estaba tripulado por varias clases distintas de personal:
- Un estado mayor, del que el trierarca era la cabeza, el capitán, cargo que podía delegar contratando a un marino experimentado, que ejerciera el gobierno ejecutivo del barco y las funciones de piloto (kybernétès).[117] El capitán estaba secundado por otro oficial (proreus), tres contramaestres, dos toicharchoi (encargados de las maniobras de atraque y desatraque, y responsables de la carga y el equipo del navío),[118] ambos bajo las órdenes del cómitre (kéleustès), responsable del mando directo de los remeros, de los auletes y los trieraulas (trièraulès), flautistas encargados de marcar la cadencia de las paladas.[117] Le ayudaba en sus funciones un subcómitre (pentecontarchos), cuyo nombre hace referencia al mando de 50 remeros.
- 170 remeros.

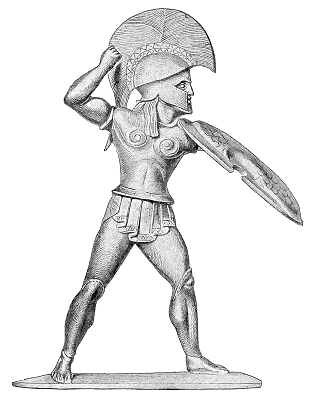
Hoplita.

- 13 marineros (ναῦται) que se encargaban de las maniobras (timón/timones), de la arboladura y el velamen, cuya función era ejecutar las órdenes relativas a la navegación a vela, aunque podían también ayudar en los abordajes.
- 10 epíbatas, hoplitas destinados a combatir durante los abordajes, desembarcos o sirviendo para la protección del dispositivo de fondeo; también solían embarcarse varios arqueros navales encargados de hostigar a los barcos enemigos antes del abordaje.
- En época helenística, los katapeltaphetai eran los responsables del alistamiento y manejo de las máquinas de guerra instaladas en las naves.[118]

El total de la dotación era de 200 hombres aproximadamente, cifra considerable para un navío. Para armar una flota de 200 trirremes, eran necesarios 40 000 ciudadanos. Esta cifra nos puede dar la medida del desastre que representó para Atenas la batalla de Egospótamos en 405 a. C., con la pérdida de 160 barcos, y sus tripulaciones, apresadas o ejecutadas.
De todas maneras, el número de hombres a bordo no era fijo y varió en el trascurso de los años en función del número de epíbatas embarcados.

### Los epíbatas
Esta infantería era muy numerosa en los primeros años del siglo V a. C., cuando la embestida con el espolón no se había impuesto aún como estándar en el combate naval. Así, por ejemplo durante las guerras médicas, en 494 a. C. durante la batalla naval de Lade: «los de Quíos habían aportado cien naves, a bordo de cada una de las cuales figuraban cuarenta soldados de élite reclutados entre los ciudadanos»
Algunos años después, las naves que libraron la batalla de Salamina llevaban 30 infantes, en cuanto a las atenienses cada una contaba con 14 hoplitas y 4 arqueros (toxótai). Los arqueros no iban con los epíbatas en cubierta, sino que se situaban junto al capitán y el timonel, y eran su guardia personal, según se describe en una inscripción de 412-411 a. C. Eurípides los nombra en Ifigenia entre los tauros, situados a popa, cubriendo al capitán y al timonel durante el combate.
En mayo de 431 a. C., una flota de 100 trirremes atenienses embarcó 10 hoplitas y 4 arqueros cada uno, siendo sus comandantes Carcino el Viejo, Proteas y Sócrates. A estos soldados podía también añadirse lanzadores de dardos (akonistaí); pero la regla general posterior, incluso si pudo variar, fue que los trirremes atenienses se aligeraron de combatientes y se redujo a 10 epíbatas (epibátai) en tiempos de la guerra del Peloponeso, cifra adoptada por el conjunto de Grecia: «los lacedemonios y sus aliados enviaron una expedición de cien naves contra la isla de Zacinto, que está situada frente a Élide […]. Iban a bordo mil hoplitas lacedemonios y como navarco, el espartiata Cnemo».
Los diez epíbatas atenienses tenían el rango más alto después del capitán. En el Decreto de Temístocles se los menciona en segundo lugar.
Cuando se producía el choque de las flotas, tenía lugar una especie de batalla de tierra en el mar.
Como los remeros de la clase censitaria de los ciudadanos más modestos, es decir, los tetes, los epíbatas no pagaban sus equipos de hoplita, que les eran suministrados por la polis (ciudad); al contrario que los falangitas que combatían en tierra firme.

### Tripulación de cubierta
El mando de la tripulación de cubierta (hypēresia) estaba bajo el mando del timonel, el kybernētēs, que siempre era un experimentado marino y a menudo el comandante de la nave. Los marineros veteranos podían encontrarse en los niveles superiores de los trirremes. Otros oficiales eran: el prōreus o prōratēs, oficial al cargo de las operaciones en la proa, el contramaestre (keleustēs), el oficial de intendencia (pentēkontarchos), el carpintero de ribera (naupēgos), el flautista (aulētēs), quien marcaba el ritmo de boga a los remeros, y dos toicharchoi, al mando de los remeros de cada lado.

### Los remeros

Corte transversal de un trirreme griego.

En el más alto de los tres niveles situados en el punto más alejado del eje de la nave se sentaban sobre taburetes 31 tranitas (thranítai, de trânoι= taburetes) en cada borda, sentados a 89 cm (dos codos) unos de otros, y ligeramente por delante y por encima del zigita correspondiente. Para que sus remos no interfirieran con los de los niveles inferiores, eran instalados en un dispositivo elevado sobre el casco y abierto al viento. Los toletes para sus remos descansaban sobre arbotantes que sobresalían cerca de un metro de cada costado del trirreme. La palada de sus remos era la más enérgica, porque pivotaban desde muy alto, penetrando antes en el agua. En la hilera intermedia y en el interior del casco, sobre los baos, se situaban 27 remeros, llamados «zigitas» (zygioi, de zeugon, bao), ligeramente desplazados en relación con sus vecinos superiores, para aprovechar mejor el espacio vertical y que pasaran sus remos por un lugar calado del casco. Cada zigita se sentaba encima y ligeramente adelantado del talamita correspondiente, y apoyaba su remo sobre la borda. En el nivel inferior, en la bodega, 27 «talamitas» (thalamitoi, de thálamos= bodega), también desplazados por las mismas razones, accionaban sus remos a través de las portas, aberturas circulares situadas a unos 45 cm de la línea de flotación. Un pequeño envoltorio de cuero era cuidadosamente adaptado en torno al remo, para facilitar su penetración e impedir que el agua lo mojara. Si existía riesgo de daños para los remos, estos se subían y las aberturas se tapaban con las portas.
Al curvarse y alargarse el casco en cada extremo, los bancos inferiores quedaban comprimidos. En consecuencia había cuatro tranitas de más.
En Atenas en el siglo V a. C., y mientras la ciudad pudo proporcionar la mano de obra, (es decir, hasta la segunda fase de la guerra del Peloponeso) todos los remeros eran ciudadanos libres, finalmente reforzados por metecos y remunerados con un sueldo equivalente al de las tropas terrestres. Este sueldo consistía en una dracma diaria en la época de la expedición a Sicilia, a la que se añadió, para esta operación específica, una paga extraordinaria únicamente a los tranitas, que desembolsaban los trierarcas. Esta compensación especial se debió a que su trabajo, su superior categoría y, en esta ocasión su mejor paga, requería más esfuerzo, puesto que manejaban los remos más largos. Eran reclutados entre los remeros más hábiles, y estaban más expuestos al enemigo en las batallas navales.
Al menos en teoría, el Estado era el que se hacía cargo de los pagos, pero esto suponía una carga financiera más que considerable, por lo que en la práctica era habitual que fuese el trierarca el que lo hiciera efectivo o bien se procurase mediante el saqueo y el botín de guerra. Es de suponer además, que los “especialistas” debían percibir algún tipo de bonificación ya que se trataba de oficios que requerían una cualificación. La posibilidad de recibir una dracma al día era lo bastante atractiva como para que no faltasen voluntarios provenientes de las clases inferiores (según la clasificación soloniana): los tetes. A falta de oportunidades de prosperar en el Ática, la perspectiva de estar alistado en el servicio activo no era nada desalentadora. Y en el caso de que los ciudadanos del Ática no bastase para cubrir los bancos de remos en su totalidad, es de suponer que no existiría problema en reclutar mercenarios de otras polis, alistar a los metecos de la propia Atenas o incluso a los esclavos.
En cuanto a la distribución de los bancos de remeros, ha existido una polémica durante siglos sobre este tema. El problema ha consistido básicamente en el hecho de que las fuentes literarias, que mencionan el trirreme innumerables veces, no se detienen a describir cómo era, ya que para ellos un trirreme era algo muy familiar, conocido por todos. Por si fuera poco, se ha demostrado también que no existe continuidad entre el arte de construir buques de guerra en la Antigüedad y en el de la Edad Moderna, que sí que tenemos bien documentado. Se ha debatido hasta la saciedad sobre cómo eran estos barcos: lo único que parecía estar fuera de discusión es que los remeros estaban agrupados en grupos de tres (trieres) a cada banda, pero no se sabía cómo estaban exactamente. Las combinaciones posibles son prácticamente interminables, pero conociendo con exactitud las medidas de la nave y revisando la iconografía, junto con una nueva interpretación de los textos disponibles, se ha podido llegar a ciertas conclusiones. Se ha formulado una hipótesis que aboga por la existencia de dos niveles de boga, cada uno con tres filas de remeros de proa a popa.
La teoría ortodoxa afirma que un trirreme contaba con tres hileras superpuestas de remos por banda, con los bancos dispuestos de forma escalonada. Esta disposición, con remos individuales, permite que estos no sean excesivamente largos, y evita que los remeros se estorben entre ellos, del mismo modo que hace posible retraer los remos hacia el interior del casco en caso de abordaje. Los talamitas y zigitas estaban en el interior del casco, mientras que los tranitas se sentaban en el saledizo de la cubierta superior. Al estar en la posición más elevada, estos últimos eran los que más esfuerzo realizaban, puesto que al entrar el remo en el agua con un ángulo más vertical, el brazo de palanca requiere que se aplique más fuerza. Del mismo modo, los tranitas controlaban que el ritmo y el ángulo de entrada de los remos de sus compañeros fuera el adecuado, ya que los tranitas eran los únicos que podían mirar hacia el exterior de la nave.
Un trirreme al entrar en combate, arriaba y guardaba la vela pequeña (akateion), y era impulsado a fuerza de brazos. El resto del tiempo solía navegar a vela.
Asimismo, era posible encarar la nave mediante los remos, invirtiendo el sentido de la marcha con los remeros de un costado, de forma que la nave giraba sobre sí misma. Por supuesto, también se podía navegar ciando, es decir, marcha atrás. La capacidad de maniobra de un trirreme era realmente impresionante, capaz de dar un giro de 180° en un recorrido equivalente a dos veces la eslora, y se hacía especial énfasis en el adiestramiento de los remeros para aprovecharla.
Las facultades y habilidades de los remeros de una flota variaban mucho. En ocasiones, se seleccionaba a los mejores para crear una flotilla de élite, con la cual poder conseguir mayor velocidad de lo normal. Al respecto, Jenofonte dice que «Conón pudo huir con los trirremes a buena velocidad, porque había reunido los mejores remeros de muchas tripulaciones en unas pocas». Dada su gran experiencia, es probable que muchos de estos remeros tuvieran una edad de treinta a cuarenta años. En Atenas, al menos, era el caso de los veteranos de muchas campañas cuando estalló la guerra del Peloponeso (431 a. C.).

#### La condición de los remeros a bordo
El trirreme era exiguo porque el espacio en el que tenía que haber sitio para tres niveles de remeros sobre sus bancos, estaba supeditado a la altura de navío (unos 2,15 m) y a la corta distancia entre dos remeros cualesquiera. Resultaba particularmente incómodo durante una travesía de «un día largo navegando a remo», unas 16 horas.
Los dos niveles superiores estaban expuestos al viento como las portas de los talamitas, dispuestas cerca de la superficie. Así, cuando la mar era gruesa, las olas que golpeaban los flancos del barco mojaban a los marinos y penetraban en el interior, donde se acumulaban en la sentina, en el fondo de la bodega, y el barco se volvía pesado.
Se atribuye al general ateniense Cabrias el descubrimiento de la solución para remediar estos problemas:

Cabrias extendió pieles sin curtir contra las embestidas de las olas sobre uno y otro costado de la proa y, clavándolas firmemente en lo alto del puente, las recogía como parapeto para la proa. Esto impedía que le cayese agua a la nave mientras avanzaba y que los marineros fuesen empapados por las olas, ya que al no ver las olas que se les echaban encima, gracias a la protección del parapeto, el miedo no les hacía levantarse, y con ello evitó que zozobrase la nave.
Polieno, Estratagemas III.11.13

En la marina ateniense, los trirremes estaban clasificados por categorías, según su estado de mantenimiento y su antigüedad. Otra distinción establecía si el triere era “aphracto” o “cataphracto”. Empleando un sistema móvil, los trirremes podían ser equipados con paneles fijos y rígidos que ofrecían una protección mejor contra los embates del mar y las saetas enemigas. Estas naves eran denominadas cataphractas, por contraposición a la galeras aphractas que no tenían estas protecciones. Protección que consistía, por lo general, en una especie de carpa de cuero o de lona. Las lonas (denominadas pararrŷmata), protegían a los tranitas del ataque con flechas o jabalinas. En la Batalla de Egospótamos (405 a. C.), «Lisandro, al rayar el alba dio la orden de subir a las naves después de desayunar, tomó todas las disposiciones para un combate, extendiendo incluso las protecciones para flechas».
Los adjetivos afracto y catafracto tienen una segunda acepción: —φραχτος— derivada de φράττεσθαι (ναῦν) «manipular un navío», por ejemplo realzando la regala con esterillas de mimbre, de junco, etc. El trirreme provisto de falcas volantes era denominado πεφραγμένη ναῦς. A partir de cierto momento, los trirremes llevaron estas protecciones permanentemente, cerrando definitivamente el espacio que separaba el borde exterior del apostis del puente de combate con las falcas fijas (paneles de madera o tablazones suplementarios que tapaban las aberturas). Tales trieres eran apelados χατάραχτοι: con «falcas fijas» (o permanentes). En el caso contrario eran ἆφραχτοι: «sin falcas». El trirreme del relieve Lenormant es afracto puesto que los remeros tranitas son visibles.
Aparte del diseño básico existían una serie de variantes, que habitualmente procedían de la transformación de las naves más viejas: buques de transporte rápido para llevar caballos y soldados, en los que se suprimían los bancos de talamitas y zigitas para dejar espacio para la carga.
En el resto de las marinas griegas, el diseño de los trirremes presentaba algunas diferencias. Los peloponesios confiaban en la mayor calidad de sus epíbatas, por lo que incorporaban en su dotación un número mayor de éstos e intentaban combatir al abordaje. Por eso mismo sus trirremes eran de construcción más sólida, más pesados y lentos, preparados para resistir la embestida del trirreme enemigo como paso previo al combate cuerpo a cuerpo.

#### Impacto social
El papel creciente de la clase social de los tetes en los asuntos militares durante el siglo V  a. C., no estaba exento de provocar conmociones en la política de la ciudad, principalmente en Atenas, donde estos hombres eran el instrumento esencial de sus éxitos en el mar: los tetes vieron crecer su papel social, al igual que un siglo antes con los zeugitas que debían equiparse por sí mismos como hoplitas a su costa, y se convirtieron en unidades terrestres decisivas.

## Tácticas

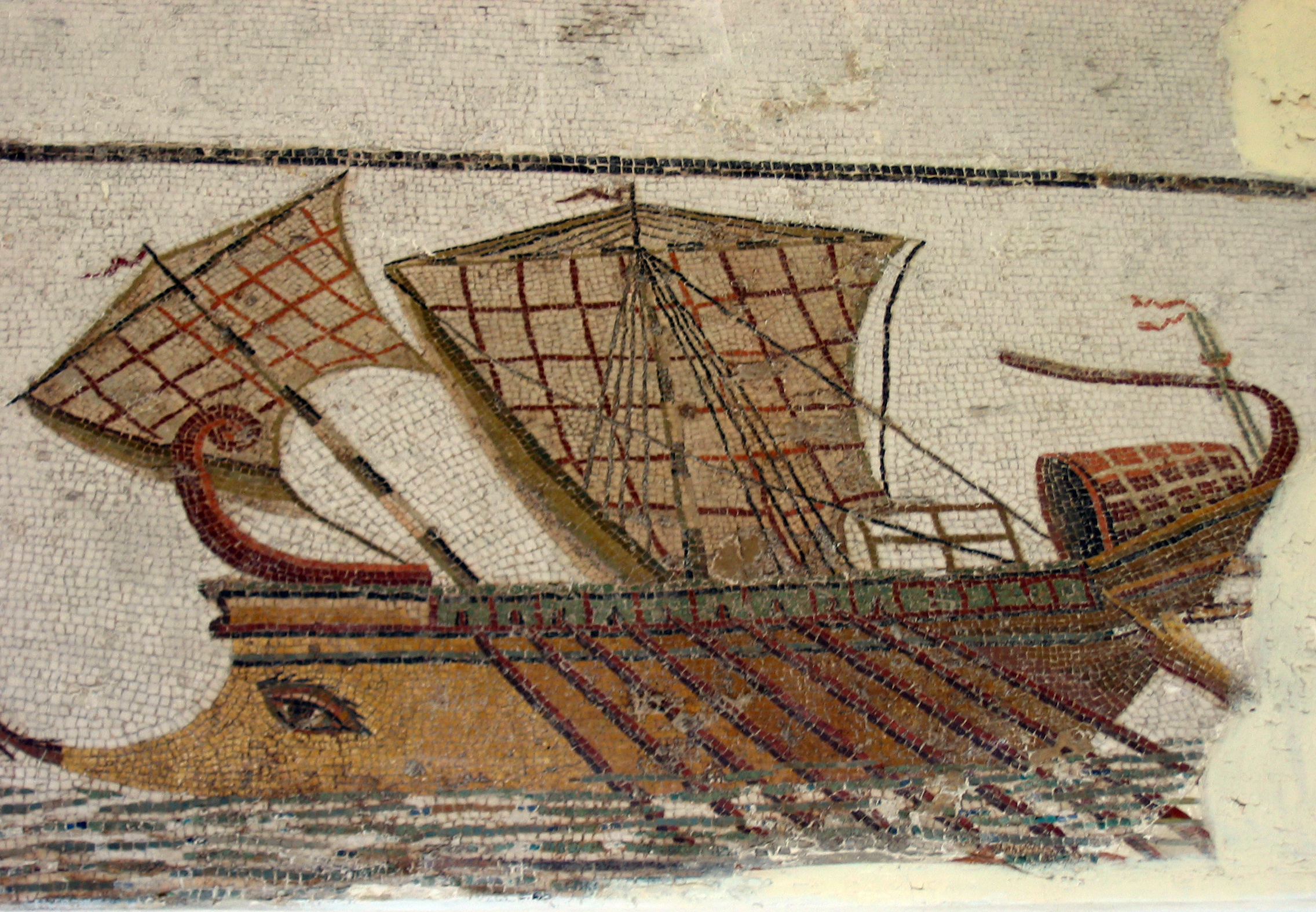
Trirreme en un mosaico romano encontrado en Túnez.

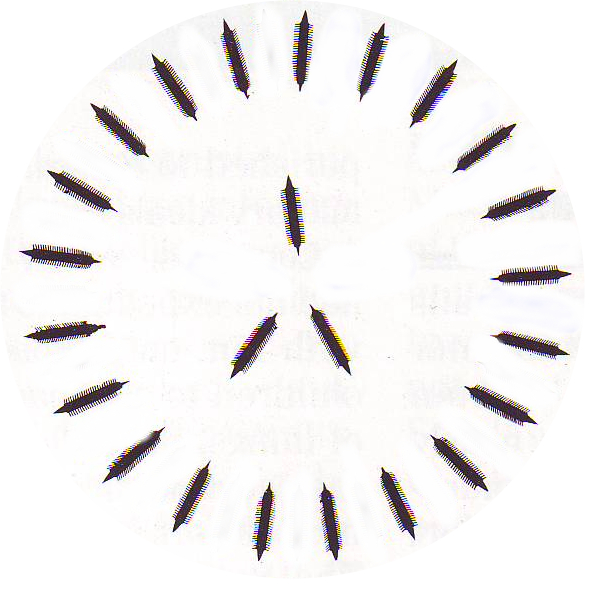
Vista esquemática de la formación circular kyklos desde arriba.

Si bien hasta el siglo VI a. C., las batallas navales se limitaban principalmente a una maniobra de abordaje y un combate de infantería en un barco o en el otro, a partir de esa fecha y gracias a la maniobrabilidad del trirreme, se impuso la utilización del espolón. El ataque frontal de las naves enemigas podía dañar las estructuras de las parexeiresía y acabar con algunos tranitas, sin que se viera afectada la línea de flotación de manera definitiva.
A semejanza de lo que se hacía con la falange hoplítica en tierra, el combate en el mar se hacía en línea. Atenas, para maximizar los beneficios que ofrecía esta embarcación, desarrolló nuevas tácticas basadas en una disposición original de la flota alineada en columnas, táctica ya conocida pero poco explotada.
Durante la preparación del combate, el aparejo era depositado en tierra porque era inútil para las maniobras, que se efectuaban gracias únicamente al uso de los remos. El trirreme debía ser capaz de virar en cualquier dirección y no podía depender de los vientos.
Todas las tácticas navales desarrolladas en esta época derivan del objetivo perseguido: la embestida con el espolón. Las tácticas navales tácticas de los siglos V y IV a. C. son bien conocidas gracias a dos pasajes de Tucídides: la arenga del ateniense Formión antes de la Batalla de Naupacto (septiembre de 429 a. C.), y el razonamiento de los siracusanos que dieron una lección a los atenienses en la Batalla de Erineo (primavera de 413 a. C.). Los atenienses practicaron una guerra de movimientos que demandaba un gran espacio libre (la famosa εὐρυϰωρία) y tripulaciones experimentadas en las maniobras. Las tácticas más corrientes en combate fueron:
- el diekplous (griego antiguo διέϰπλους: «navegación a través»),[143] en la que se buscaba crear un agujero en la línea adversaria y atacar a continuación por su retaguardia. Era la táctica maestra de estos combates.

Los trirremes eran dispuestos en columnas, generalmente dos, y lanzados a través de la flota enemiga ordenada en línea. En el momento de pasar al lado de un navío los remos eran rápidamente reintroducidos en el interior del casco, el cual destrozaba los del enemigo, daños a los que se añadían los que sufrían los marineros sobre las bancadas. Una vez que la línea adversaria era inmovilizada y desbordada, los atenienses podían efectuar fácilmente su maniobra de embestida con el espolón. Tal vez esta táctica fuera ideada por los fenicios o cartagineses; ya que así lo comenta Sosilo el Lacedemonio, en el relato de una batalla naval ganada por los romanos, en el curso de la segunda guerra púnica (puede tratarse de la victoria en 217 a. C. de Cneo Cornelio Escipión Calvo en la desembocadura del río Ebro. (Cf. Ulrich Wilcken, Hermes, XLI, 1906, pp. 103-141): 

Todos los barcos [del bando romano] hicieron proezas en el combate, particularmente los masaliotas. Habían sido los primeros en entablar batalla, prodigándose en ánimos y apoyos, enardeciendo a sus aliados, y personalmente apresaron a los enemigos con una resolución sin igual. Doble fue la derrota de los cartagineses, debido a que los masaliotas desconfiaban de la táctica propia (de los cartagineses). Cuando los fenicios (¿?) se enfrentaban a navíos ordenados en línea de frente, tenían la costumbre de arremeter contra el enemigo como si lo fueran a espolonear en seguida, atravesaban su línea, pero en lugar de espolonearlo, viraban y se lanzaban entonces sobre los barcos enemigos justo en el momento en el que se presentaban en posición oblicua (διεϰπλεύσαντες ἐπιστρέφειν ϰαί πλαγίαις οὖσαις ἀϰμὴν ταῖς τῶν ἐναντίων ἐπιρράττειν)... [laguna]... Conociendo por la tradición la batalla que en el Artemisio había librado, según se dice, Heráclides de Milasa (un hombre cuya inteligencia sobresalía sobre la de sus contemporáneos), los masaliotas ordenaron de frente la primera línea de sus naves y dieron la orden de dejar atrás, y a intervalos bien calculados, otros navíos de reserva. A partir de que los cartagineses franquearon la primera línea, estos barcos de reserva, sin haberse movido del sitio asignado, debían atacar a los buques enemigos en el instante propicio, cuando pasaran presentando el flanco.

Sosilo no describe únicamente el diekplous, sino también una de las tres formas de frenarla. Esta parada consistía en alinear sus barcos en dos líneas de frente, cada barco de la segunda línea se encontraba detrás de un barco de la primera. Este parece que fue el dispositivo que adoptaron Conón y Farnabazo II contra los espartanos en Cnido (verano de 394 a. C.)
Esta táctica resultó tan eficaz que tres siglos después de su desarrollo, Polibio la seguía considerando la mejor (πσαϰτιϰώτατον):

La impericia de las dotaciones romanas y la pesadez de sus naves hacía imposible algo que proporciona grandes éxitos en las batallas navales: navegar entre los navíos enemigos y salir por detrás contra los que pelean contra la formación propia.
Polibio, Historias I.51.9-10

Esta táctica ya era conocida al menos por los focenses a finales del siglo VI a. C., aunque se practicaba poco debido a la disposición original de la flota y la falta de entrenamiento de los marineros.
Se podía también alinear los barcos en dos líneas de frente, pero formando un quincuncio: las naves de la segunda línea cerraban el paso a la diekplous. Fue la táctica ateniense en la Batalla de Arginusas (406 a. C.).
- el kyklos era un círculo defensivo utilizado en caso de inferioridad numérica. Era una solución desesperada para enfrentarse a la diekplous.[147]

Estaba destinado a evitar que el enemigo creara una brecha en la escuadra gracias a la protección procurada por los rostrums vueltos hacia fuera. Esta táctica se usaba a veces en caso de ventaja técnica, debido tanto al material como a la capacidad de la tripulación. Mal empleado, podía revelarse desastroso como lo fue para los peloponesios en el año 429 a. C. frente a Patras, a pesar de ser numéricamente superiores a los atenienses. Nos lo cuenta Tucídides:

Los peloponesios dispusieron sus naves en un círculo, el más grande que podían formar sin dar lugar a la ruptura de la línea, con las proas hacia fuera y las popas hacia dentro, y colocaron dentro las embarcaciones ligeras que acompañaban a la flota y cinco trirremes que eran muy marineros, a fin de que pudieran salir en breve tiempo a prestar ayuda a cualquier punto que atacasen los contrarios.
 Los atenienses, alineados una nave tras otra, comenzaron a navegar en círculo alrededor de los peloponesios y los fueron encerrando en un espacio reducido, pasando siempre a ras de ellos y dando la impresión de que se lanzarían al ataque enseguida. […] Así que el viento empezó a soplar y las naves que ya estaban en un espacio reducido, comenzaron a desordenarse por la acción simultánea de dos causas, el viento y las embarcaciones, y a chocar unas contra otras […] entonces en aquel preciso momento, Formión dio la señal.
Tucídides, Historia de la Guerra del Peloponeso II.83.5; 84.1-3

- el periplous (griego antiguo περίπλους)[142] o envolvimiento consistía en espolonear a los enemigos por el flanco o por detrás.

Era la maniobra que utilizaron con éxito los atenienses en el episodio mencionado infra. La flota estaba dispuesta en columna (ἐπὶϰέρως) y efectuaba círculos que se estrechaban en torno a las unidades enemigas: el miedo, la imposibilidad de servirse correctamente de los remos si los barcos estaban muy próximos unos de otros, los caprichos del viento o de las corrientes, provocaban el desorden, que aprovechaba el atacante. Esta fue la maniobra brillantemente efectuada por Formión en la Batalla de Río (agosto de 429 a. C.): con 20 trirremes deshizo 47 embarcaciones peloponesias.
Una variante destinada a atacar a una flota desplegada en línea, era efectuar un desbordamiento por las alas con el fin de coger al enemigo por la retaguardia, táctica similar al objetivo buscado en un combate terrestre.
El éxito de estas maniobras dependía principalmente de la calidad y de la buena labor de los remeros: si estos eran expertos podían atacar más rápido, así como realizar cambios bruscos de dirección y de aceleración para espolonear.  En la segunda parte de la guerra del Peloponeso, cuando Atenas ya no pudo soportar el esfuerzo de guerra y se vio obligada a utilizar a extranjeros, incluso a los prisioneros de guerra para armar sus buques, la eficacia de su flota decayó y no pudo hacer frente a las fuerzas del enemigo. Durante la expedición a Sicilia, Nicias hizo llevar a Atenas en 414 a. C. un mensaje de petición de ayuda,  que resulta revelador del estado en el que se hallaba la flota:

Y nuestras tripulaciones han sufrido pérdidas y todavía las siguen sufriendo por lo siguiente. Los marineros, al recoger leña o ir a por el botín y agua a una gran distancia, caen en manos de la caballería, los esclavos desde que nuestras fuerzas se han equilibrado se pasan al enemigo; y en cuanto a los extranjeros, aquellos que embarcaron por obligación tan pronto como pueden se dispersan por las ciudades, mientras que de aquellos que al principio fueron seducidos por una gran soldada, una vez que han visto, en contra de lo esperado, que hay una resistencia por parte enemiga tanto por lo que respecta a la flota como en todo lo demás, unos se marchan con cualquier pretexto con la idea de desertar, y otros huyen como cada uno puede ingeniárselas, y Sicilia es grande para ello. Incluso hay algunos que han traficado con esclavos de Hícara y que han persuadido a los trierarcas a embarcarlos en su lugar, acabando así con la eficacia de la flota.
Tucídides, Historia de la Guerra del Peloponeso VII.13.2

Y un poco después:

cuán pocos son los marineros que, una vez puesta en movimiento la nave, logran mantener la cadencia de los remos.
Tucídides, Historia de la Guerra del Peloponeso VII.14.1-2

Estos pasajes ilustran la profunda desorganización que reinó en el seno de las tripulaciones atenienses durante los últimos años del conflicto, acrecentada por los graves problemas técnicos de mantenimiento en condiciones de los trirremes.

## Estrategias
Las tripulaciones perdían lo menos posible de vista la costa, porque el trirreme era, en definitiva, una embarcación poco segura: al menor golpe de viento tenía que buscar abrigo en la costa. Además, aunque rápida y ligera, era incapaz de estar largo tiempo en el mar sin carenaje. Para calafatearla, para conservarla, era necesario que tocara tierra con frecuencia. A bordo había un extraordinario amontonamiento de hombres y de material: no se podía embarcar víveres para mucho tiempo, por otra parte, a consecuencia del hacinamiento, la tripulación no podía descansar realmente más que en tierra, y pasaba las noches, lo más a menudo posible, en la orilla. Comer y dormir a bordo afectaba negativamente a las tripulaciones.
La necesidad de mantener el contacto con tierra tenía grandes inconvenientes:
- acrecentaba el riesgo de pérdida por naufragio. En 480 a. C., justo después de la Batalla de Artemisio, una división persa que contorneaba Eubea, fue sorprendida, empujada a la costa y completamente destruida por una tempestad.[150]
- impedía el bloqueo marítimo. Cuando en el invierno del año 430-429 a. C., Formión quiso bloquear el Golfo de Corinto, no pudo disponer en alta mar sus trirremes. Se «emboscó» en Naupacto, y desde el puerto vigiló el estrecho de Corinto.[151] Por la misma razón, los atenienses no pudieron bloquear nunca Siracusa.
- obligaba a las flotas a apoyarse en numerosas bases. Es un hecho que el poder marítimo ateniense estaba fundado parcialmente en el control estrecho de las islas del Egeo, donde vivían los pueblos tratados primeramente como aliados, en la Confederación de Delos, y después subyugados, especialmente durante la guerra del Peloponeso.

La flota ateniense, habida cuenta de sus posibilidades técnicas, tenía tres misiones fundamentales que desempeñar:
- la protección de las costas del Ática: «los atenienses establecieron puestos de vigilancia por tierra y por mar en las zonas que querían tener vigiladas durante toda la guerra [del Peloponeso]».[152] Estas medidas, sin embargo, no contemplaban la protección por mar de El Pireo. En cambio, aseguraron las guarniciones de los fuertes que protegían el Ática, como Énoe, Oropo y Panacto, y las de puntos estratégicos como el fuerte de Búdoro, situado en la extremidad noroeste de la isla de Salamina, cuya misión y de los tres trirremes allí destinados, era vigilar la entrada del Golfo Sarónico. (cf. Tucídides II.93.4) y Naupacto (Tucídides II.69.1).
- la destrucción de las fuerzas navales enemigas que debía asegurar a los atenienses el dominio del mar.
- el ataque de las costas enemigas: consistía en «desembarcar unas veces en un punto y otras sobre otro del país enemigo y someterlo a pillaje».[153] Casi siempre se operaba por sorpresa y con costes mínimos. Respecto a los epíbatas «[Conón] los hacía desembarcar al atardecer para que no fueran vistos por los enemigos.»>[154] Los epíbatas, que constituyeron compañías de desembarco que asolaban el territorio, no se adentraban nunca muy lejos. El episodio de Micaleso (413 a. C.) da una idea, indirectamente, de los límites de sus incursiones: Diítrefes, a la cabeza de los mercenarios tracios, se apoderó fácilmente de Micaleso, porque «cayó sobre una población desprevenida y que no esperaba en absoluto que un enemigo se internara tan lejos del mar para atacarla».[155] Ahora bien, de Calcis a Micaleso hay 13,6 km por la ruta que atraviesa un puerto de montaña y, del golfo de Áulide a Micaleso, hay 7 km a vuelo de pájaro.[156]

Para Tucídides, emprender tales operaciones, «es mantener una guerra de desembarcos, πόλεμον ἀπὸ τῶν νεῶν ποιεῖσθαι». El historiador ateniense designa al cuerpo expedicionario con las expresiones στράτευμα ἀπὸ νεῶν, o simplemente νηῒτης στρατός. Pero el término oficial ateniense parece haber sido ναύφραϰτος στρατά, La inscripción IG, I2.296.30 alude a la expedición de la primavera de 431 a. C. descrita por Tucídides en Historia de la Guerra del Peloponeso II.23 y 25, que significa literalmente «expedición parapetada en sus trieres», porque estos únicamente servían para ofrecer abrigo y protección a los marineros y a los epíbatas que no establecían campamentos perdurables en tierra. Los ναύφραϰτοι στρατιαί fueron habituales durante la guerra del Peloponeso.

## Defectos del trirreme
El trirreme en realidad no era un barco sólido y sus defectos, numerosos, eran también el resultado de sus cualidades.

### Los defectos de la estructura
Ligera a fin de ser rápida y ágil, era frágil en contrapartida, sobre todo en los choques laterales, lo que explica la estandarización de la práctica de la embestida con el espolón. Rápida en ser construida, su estructura sufría con una permanencia prolongada en el mar que provocaba un deterioro de la madera, deformando las cuadernas y causando, en consecuencia una pérdida de estanqueidad. Además, era un barco que envejecía mal, cuya madera se pudría al cabo de algunos años. Para paliar este defecto se emplearon para construir los trirremes, tablones de abeto o de pino negral, imputrescibles, provenientes de Macedonia. El lino de las velas era importado de Egipto. El coste de fabricación era extremadamente elevado, los materiales utilizados eran raros en la región de Ática, y su importación sujeta a múltiples riesgos.
Nicias que fue a Sicilia con los barcos en perfectas condiciones, nos da una visión general de estos problemas después de un año de campaña en un mensaje a los atenienses:

Porque nuestra flota —y esto también lo saben ellos perfectamente [los siracusanos]— al principio estaba en unas condiciones óptimas, tanto por lo que respecta a la impermeabilidad de las naves como en lo referente al buen estado de sus tripulaciones, pero ahora nuestras naves hacen agua, debido al largo tiempo que llevan en el mar, y las tripulaciones han sufrido pérdidas. No es posible sacar las naves a tierra y ponerlas a secar, porque las del enemigo son iguales o incluso superiores en número y constantemente nos tienen a la espera de que puedan efectuar una salida contra nosotros.
Tucídides, op. cit. VII.12.3-5

La expresión «nuestras naves hacen agua» (nêes diábrochoi) traducido literalmente, sería «naves empapadas de agua», lo que las convertía en lentas en sus maniobras y más pesadas. Además de posibles fisuras, Tucídides se refiere a que el agua penetraba en la madera por su larga permanencia en el mar. El trirreme precisaba continuos periodos en tierra para secar, carenar y calafatear y mantener así su eficacia. La operación de sacarla a tierra era facilitada por su fondo prácticamente plano, pero que fatigaba prematuramente la estructura.

### El trirreme en el mar

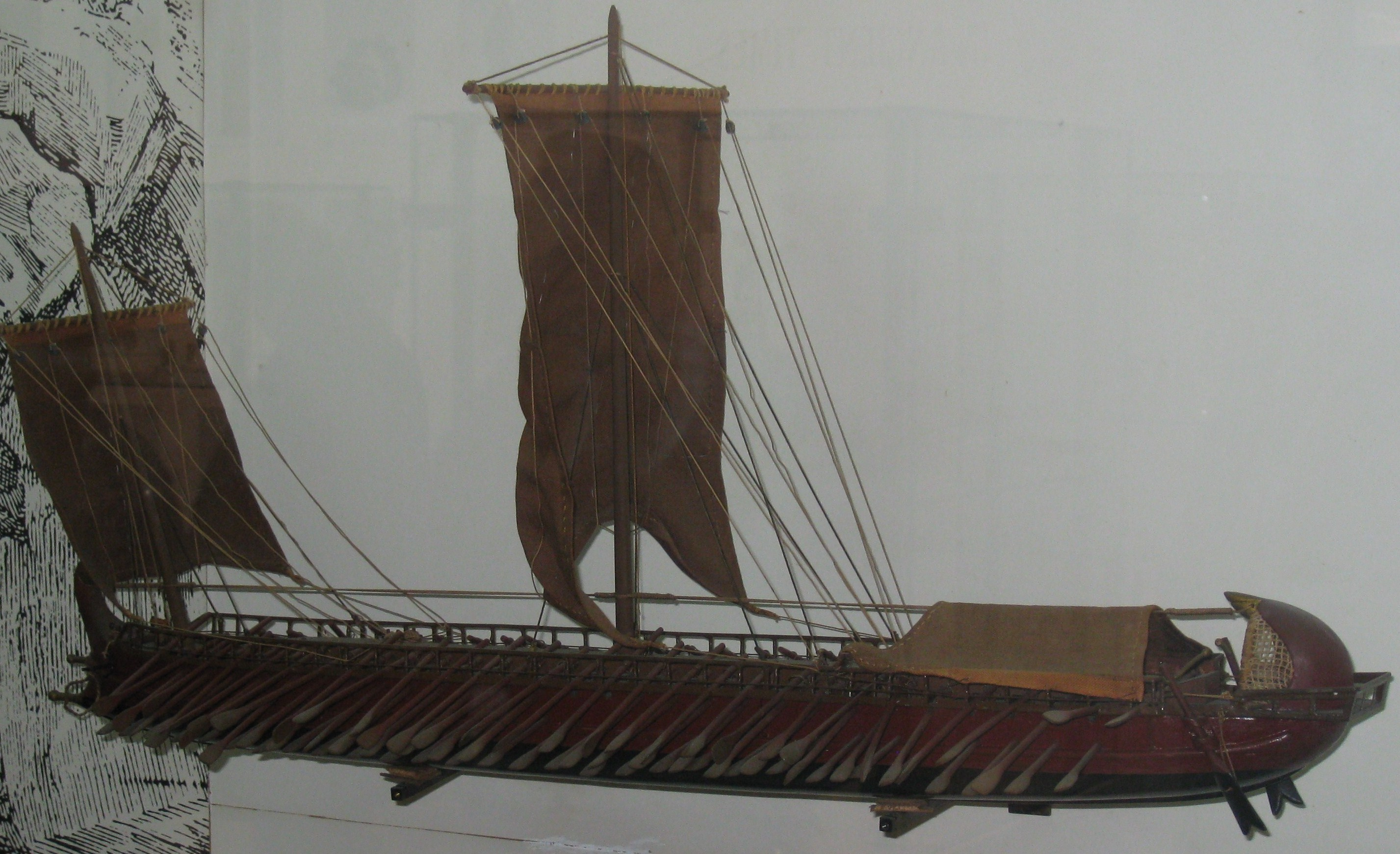
Modelo reducido de un trirreme ateniense del. Dispuestos en popa pueden observarse dos timones de espadilla, uno a babor y otro a estribor.

La forma del casco y la ligereza de la embarcación motivaban que se mantuviera mal en el mar en el caso de tempestades, frecuentes en el mar Egeo en agosto y en septiembre, lo cual explicaría los desastres que sufrieron flotas completas durante tormentas. Aunque el fondo plano del barco, de poco calado, favorecía una rápida vuelta a la horizontal con una marejadilla, el resultado era dramático si la escora llegaba a ser importante porque el movimiento de oscilación no podía ser parado.
Cuando los vientos no eran favorables, se recurría a los remos para alcanzar el destino: el trirreme era incapaz de dar bordadas (navegar en zigzag) por la poca eficacia de su timón. Sus puntos débiles dificultaban que pudiera navegar en alta mar y lo obligaban a limitarse generalmente al cabotaje.

### Limitaciones debidas a la exigüidad
Además de la vulnerabilidad que suponía sacar el trirreme a tierra para ser secado, su limitado tamaño e incomodidad no permitían a la tripulación pasar la noche a bordo ni llevar grandes provisiones de alimentos y de agua. Esto se convertía en un obstáculo para las grandes expediciones que no tenían aseguradas de antemano las posibilidades de recalar en un puerto amigo cada noche. La travesía de la gran flota ateniense durante la expedición a Sicilia en 415 a. C. ilustra las medidas tomadas para garantizar la seguridad de estas empresas.

Los estrategos dividieron las fuerzas en tres partes, y asignaron por sorteo una a cada uno de ellos, a fin de evitar que, al navegar juntos, pudieran verse en problemas de agua, de puertos y de todo lo que se necesita en las escalas. […] Después enviaron por delante tres naves a Italia y a Sicilia con la misión de informarse sobre qué ciudades les darían acogida, Y se les ordenó que volvieran al encuentro de la flota, a fin de que esta pudiera tocar tierra conociendo la situación.
Tucídides, op. cit. VI.42.1-2

Los barcos para el transporte de tropas (hoplitagogoí o stratiōtides), a diferencia de estos trirremes rápidos, debían ser de mayor capacidad. Generalmente eran trirremes viejos o ligeramente modificados que se empleaban para misiones de transporte y vigilancia o también barcos con cascos y cubiertas muy modificados, con las bordas y la popa más altas y con menos remeros que un trirreme rápido. Según Tucídides, los antiguos trirremes transformados podían llevar unos 85 soldados, y eran más lentos que los trirremes.
En 429 a. C., informa Tucídides en II.56 que en una expedición ateniense de cien naves contra el Peloponeso, transportaban a bordo «4000 hoplitas atenienses y 300 caballeros (hippeis) en transportes de caballería, construidos por primera vez aprovechando viejas embarcaciones». Los hippagogoi o hippegoi eran trieres viejos y acondicionados para el transporte de 30 caballos, con un número de remeros, únicamente tranitas, que no sobrepasaba los 60. Heródoto menciona que Darío I ordenó construir hippagogoi y trirremes a las ciudades jonias en vísperas de la invasión de Grecia. John Morrison hizo una reconstrucción de un hippegos. Manuel Fernández-Galiano tradujo hippegos como «pasacaballos».

## Atarazanas[173]
Para minimizar los efectos de la broma (teredo navalis) y la podredumbre, el trirreme, además de recubrirse con brea, se guardaba a cubierto en dique seco; sobre todo en la estación invernal, cuando no era utilizado.
Los astilleros de El Pireo (ναυπήγια) contenían gradas análogas a las que se construyen actualmente: se han encontrado en torno a las dársenas de Zea y Muniquia los cimientos de estos abrigos cubiertos (νεώσοιϰοι). Aunque no se puede admitir que los trieres se construyeran en un espacio tan exiguo. Parte del puerto comercial de Cántaros y los dos puertos menores de El Pireo (Zea y Muniquia) estaban reservados para los buques de guerra, que estaban debidamente colocados para hacerse a la mar en cuanto fuese necesario.
En los puertos militares los edificios más peculiares eran los tinglados o arsenales portuarios. En la segunda mitad del siglo IV a. C., había 372. Estas estructuras alargadas, dotadas de gradas que conducían al agua y que estaban unidas a pares por el techado, ocupaban casi por completo la línea de la costa de los dos puertos menores (82 en Muniquia y 196 en Zea) Dominando los tinglados de Muniquia había una colina que contaba con una fortaleza desde la que se controlaba una amplia franja de tierra y de mar.
La pared posterior de los tinglados era continua y disponía de hileras de columnas lisas de piedra, que discurrían hasta el mar, formando las particiones entre las gradas. Cada par de columnas sustentaba un techo con gablete. Cada cierto espacio, un muro sólido dividía los tinglados. Esta estructura bastante abierta proporcionaba la ventilación necesaria para secar las embarcaciones. También se tenía en cuenta la seguridad y la prevención de incendios. Las gradas eran plataformas bajas de unos 3 m de anchura cortadas en el lecho de roca, de sección plana, y completadas con albañilería, que formaban una pendiente que llegaba hasta el mar. Sobre ellas se remolcaba o amarraba el trirreme. Sobre las gradas se colocaban troncos de madera, con un gradiente de 1 a 10. Los tinglados tienen 40 m de longitud y unos 6 m de anchura entre las hileras de las columnas.

## Reconstrucciones modernas

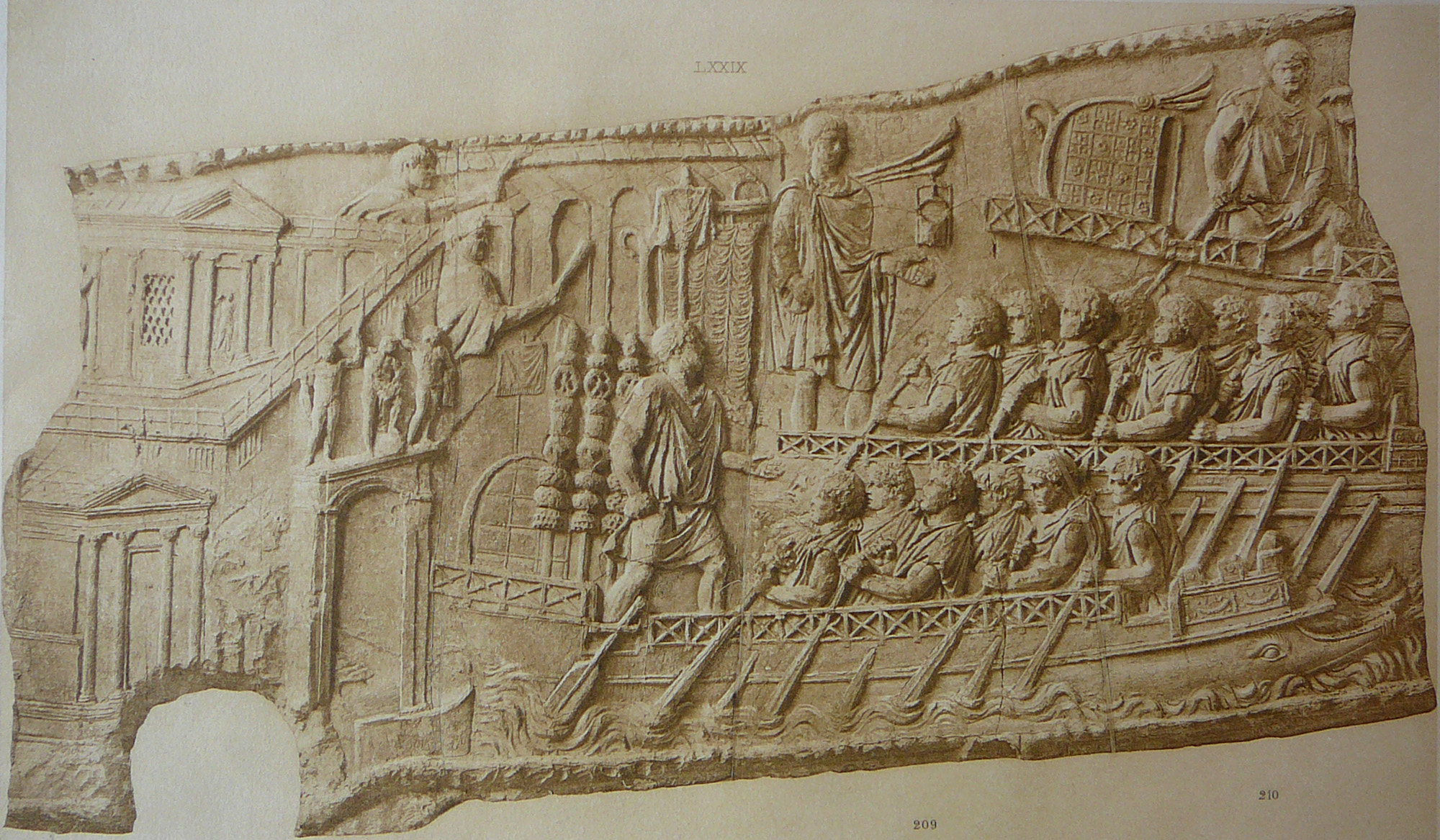
Birreme en la Columna Trajana.

Los monumentos figurados son importantes, pero se imponen algunas observaciones preliminares sobre el uso que se debe hacer. En primer lugar, es necesario distinguir cuidadosamente las épocas. Así, no se pueden emplear, sino con mucha precaución y todas las reservas, los birremes representados en la Columna Trajana para la reconstrucción del trirreme. Por otra parte, los barcos antiguos que figuran en obras modernas, han sido en general dibujados por artistas que no conocían el destino de los diferentes aparejos, y que, por consiguiente, han cometido omisiones y errores.

### Concepciones erróneas hasta elsigloXIX
Los autores antiguos no dejaron una descripción precisa del trirreme, y en el presente no hay ninguna certeza sobre la forma exacta de este navío. Los últimos descubrimientos permiten, sin embargo, rechazar algunos modelos propuestos en el pasado.

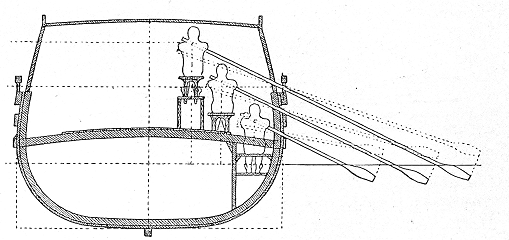
Sección errónea de un trirreme.

En el ejemplo contiguo que data de 1883, se puede notar varios errores resultantes de una mala interpretación de los textos o de un estudio poco profundo de la iconografía disponible (o todavía no descubierta en la época):
- Asiento de los remeros. Solo los tranitas se sentaban en taburetes (thranos), las otras dos filas de remeros tomaban asiento sobre los baos.
- Disposición de los remeros del más alto al más bajo, situados del interior hacia el exterior, lo que obligaría a utilizar remos de longitudes diferentes como se muestra en la imagen.
- Remos de longitudes diferentes. Barras de la Penne precisa que esta disposición no era viable para mantener una misma cadencia de boga de los remeros.
- Las parexeiresíai de los tranitas estaban dispuestas a lo largo del casco. Los puntos precedentes no pueden explicarse más que con una anchura avanzada en las dos partes de la borda para sujetar los remos de la hilera superior.
- Puente superior completamente cerrado. Las órdenes no pueden ser transmitidas eficazmente. Para ello, el puente mediano de circulación, sin techo, estaba al nivel de los asientos de los zigitas.

Incluso en el siglo XX, se pudieron ver circular dibujos erróneos de trirremes que no tienen en cuenta todas las fuentes disponibles.

### ElOlympias

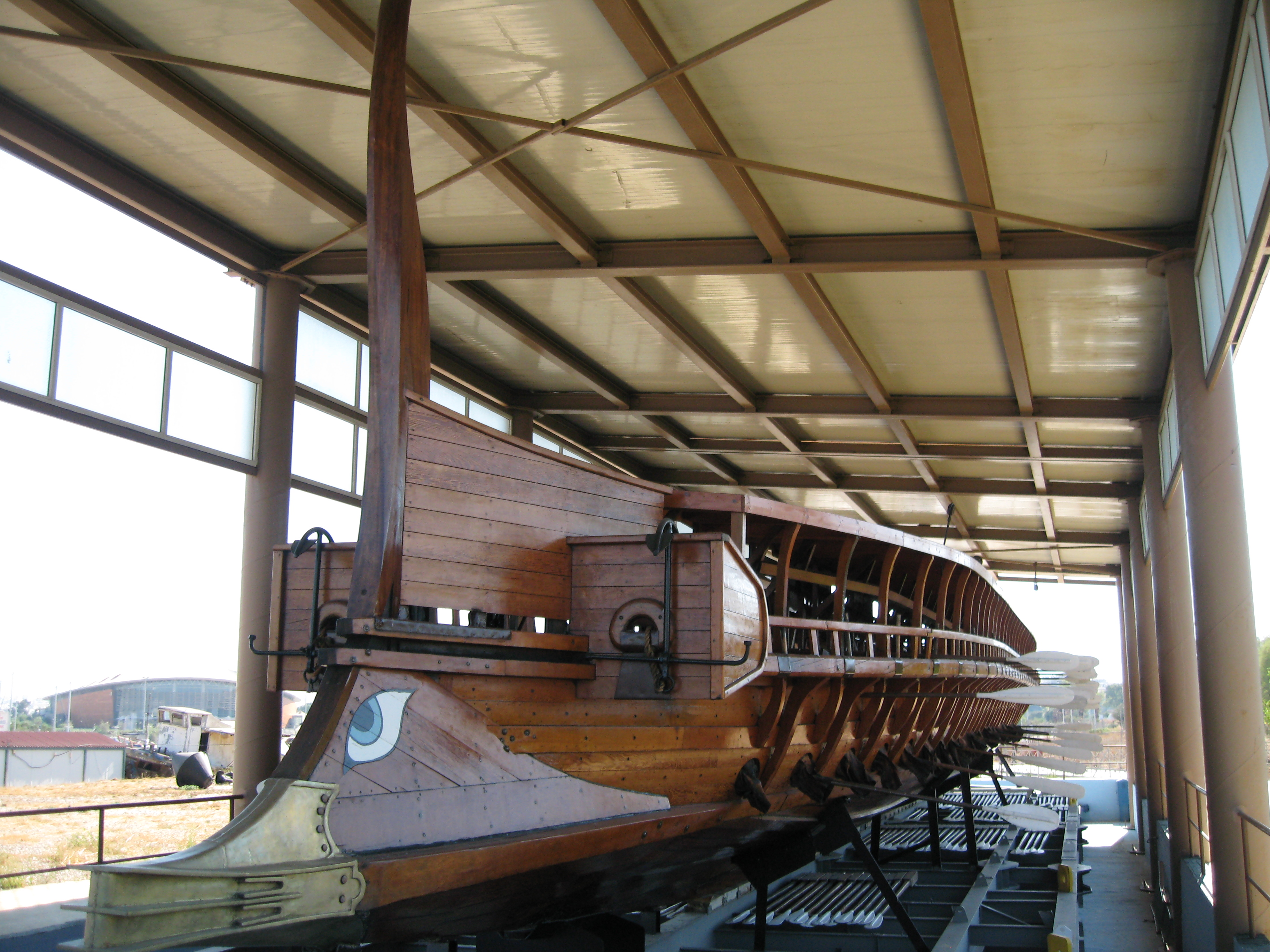
El trirreme Olympias en dique seco.

En 1985, se creó una asociación para reconstruir un trirreme ateniense, financiada por el banquero británico Frank Welsh. Bajo la dirección de dos historiadores, J. S. Morrison y John F. Coates, que utilizaron los resultados de las excavaciones arqueológicas, una galera llamada Olympias fue botada en el astillero de El Pireo.
En 1988, se llevaron a cabo los primeros ensayos con 170 remeros voluntarios: El Olympias consiguió alcanzar una velocidad de nueve nudos, pero solo durante unas cuantas decenas de metros. En 1994 se hicieron otras pruebas. Los resultados parecen confirmar la disposición con tres remos movidos cada uno por un remero, la falta de experiencia de la tripulación y su más grande talla media (unos 20 cm) que la de los remeros de la época que impedían reproducir el rendimiento de sus naves. En 2004, el Olympias transportó la llama olímpica durante la ceremonia de inauguración de los Juegos Olímpicos.